# Cucina friulana

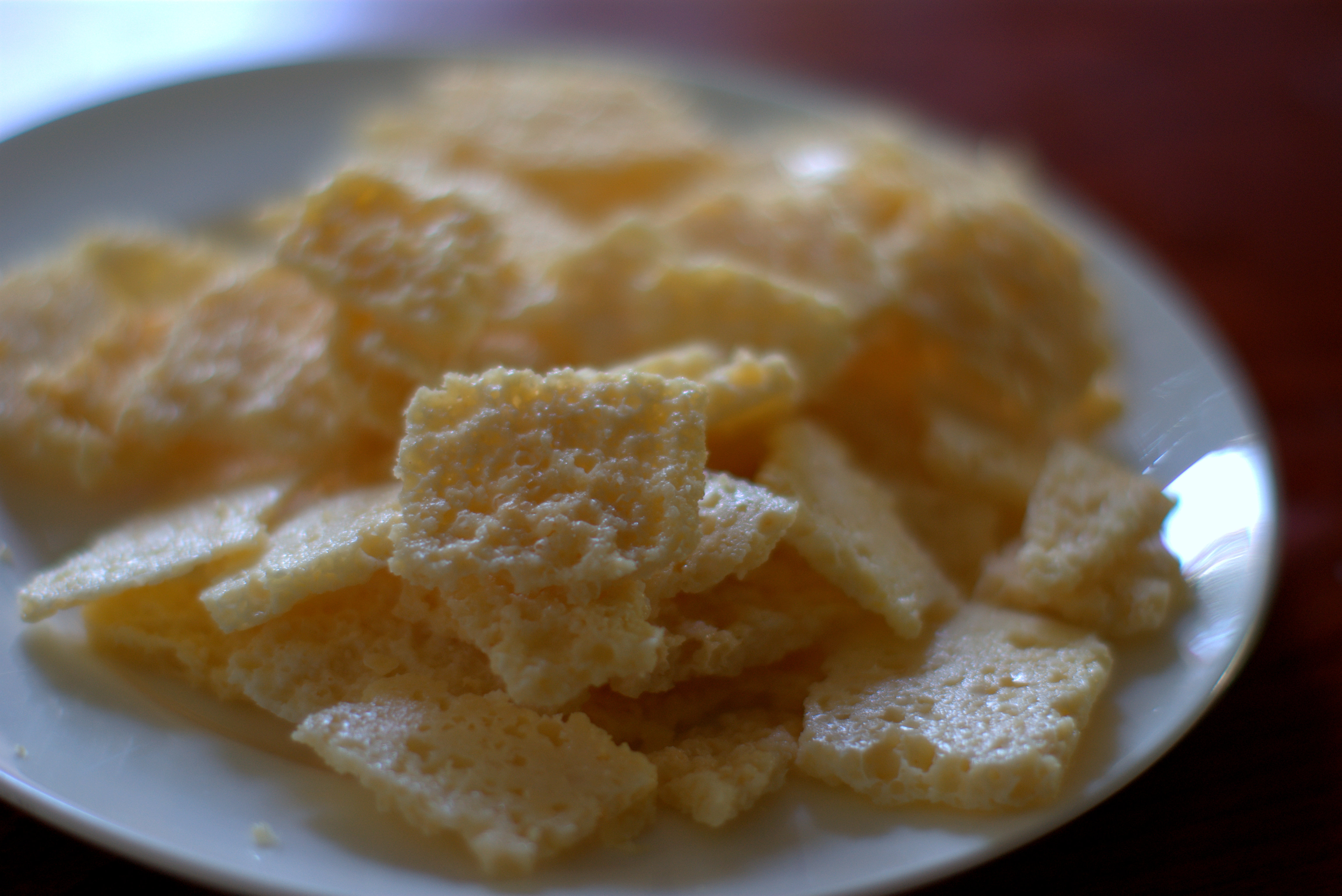
Frico

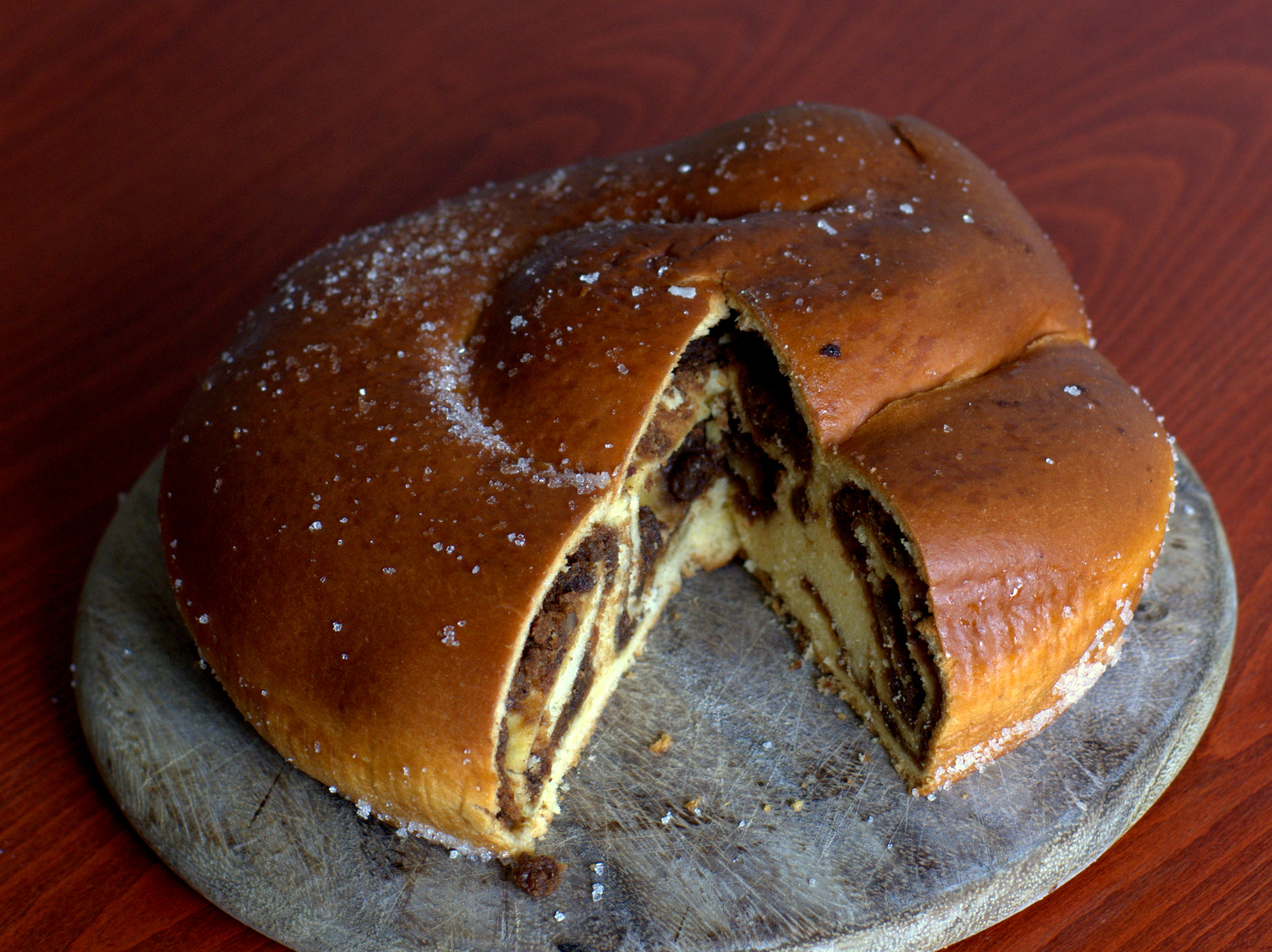
Gubana

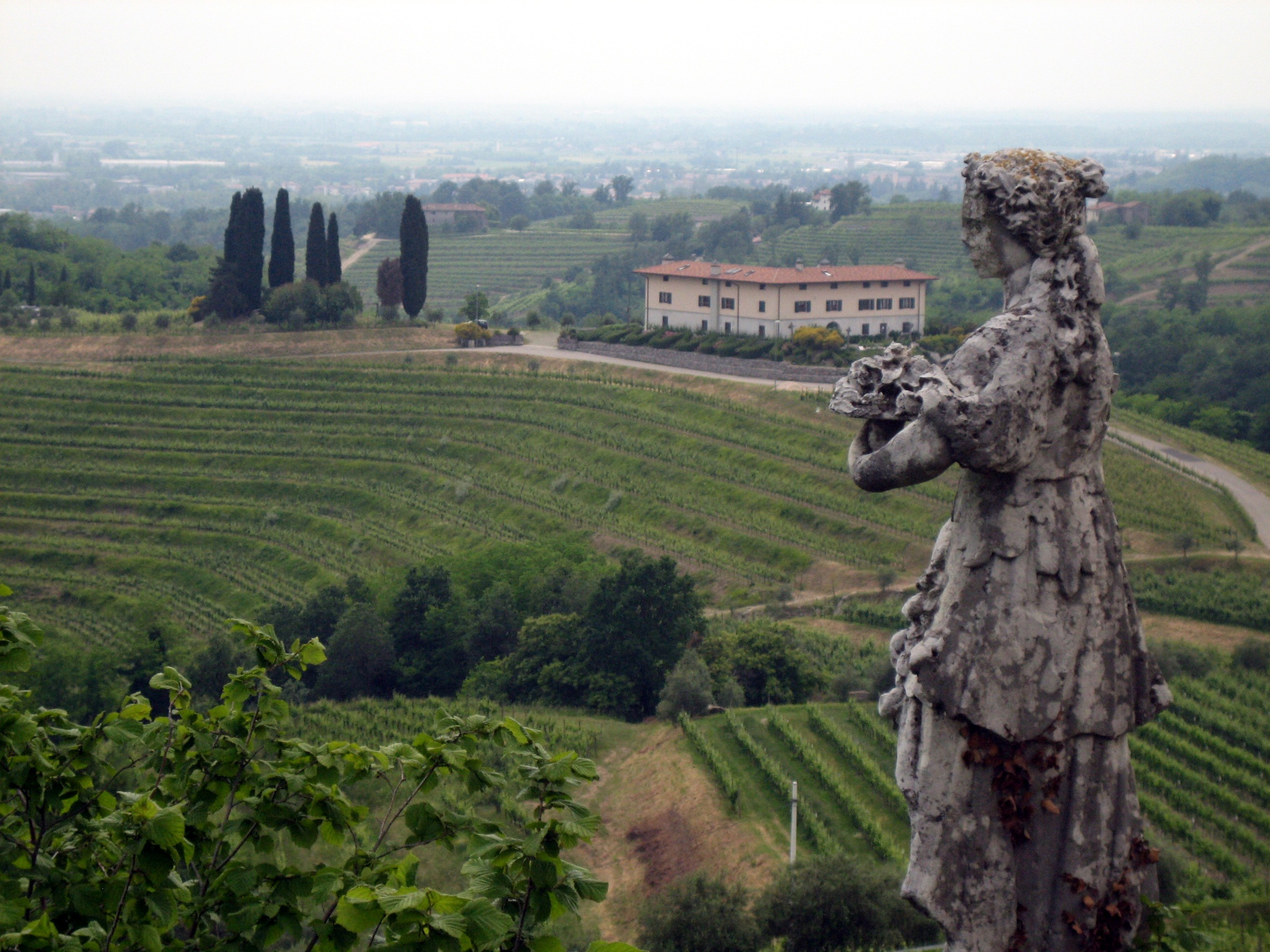
Vigneti in Friuli, Abbazia di Rosazzo

Caso in pataellecte
"Schiarazula Marazula"
Testo friulano:
Scjaraçule maraçule la lusigne la cracule
la piçule si niçule, di polvar a si tacule
Scjaraçule maraçule, cu la rucule la cocule
la fantate e jè une trapule
il fantat al è un trapolon
CASO IN PATELLECTE
Piglia del caso grasso, e che non sia troppo vecchio né troppo salato et tagliarai in fettolini o bocconi quadri, o como ti piace; et habi delle padellette fatte a tale mistero; en sul fondo metterai un poco di butiro, overo di strutto fresco, ponendole a scaldare sopra le brascie e dentro li mettirai li ditti pezzoli di caso; et como ti piace che sia facto tenero gli darai una volta, et mettendogli sopra del zuccaro e della cannella; et mandaralo subito in tavola, che si vol magnare dopo pasto et caldo caldo.
Item poterai conciare in altro modo lo ditto caso brustolando, prima arrostendo al foco delle fette dello pane tanto che da ogni lato si incomincino a rostire. mettendo le dicte fette per ordine in una padella da torte; et sopra a quelle ponerai altramente fecte di caso un poco più sottili che quelle dello pane; et sopra la padella mettirai lo suo coperchio fatto caldo tanto che il dicto caso si incominci a struggere o a squagliare et facto questo gli buttarai di sopra del zuccaro con un poco di canella, et zenzevero.
(MAESTRO MARTINO DA COMO, “Libro de arte coquinaria", 1450)
Da: Maestro Martino da Como, Libro de arte coquinaria.
La cucina friulana è una cucina regionale italiana che risente fortemente della morfologia della regione che va dal mare ai monti, della diversità delle culture e delle popolazioni che l'hanno abitata. Dal punto di vista economico, i principali distretti alimentari nel secondo decennio del 2000 sono quelli del settore vitivinicolo e quello del Prosciutto di San Daniele.
(detto popolare)

## Storia
Rosaura offre la polenta a Arlecchino
Polenta di Rosaura

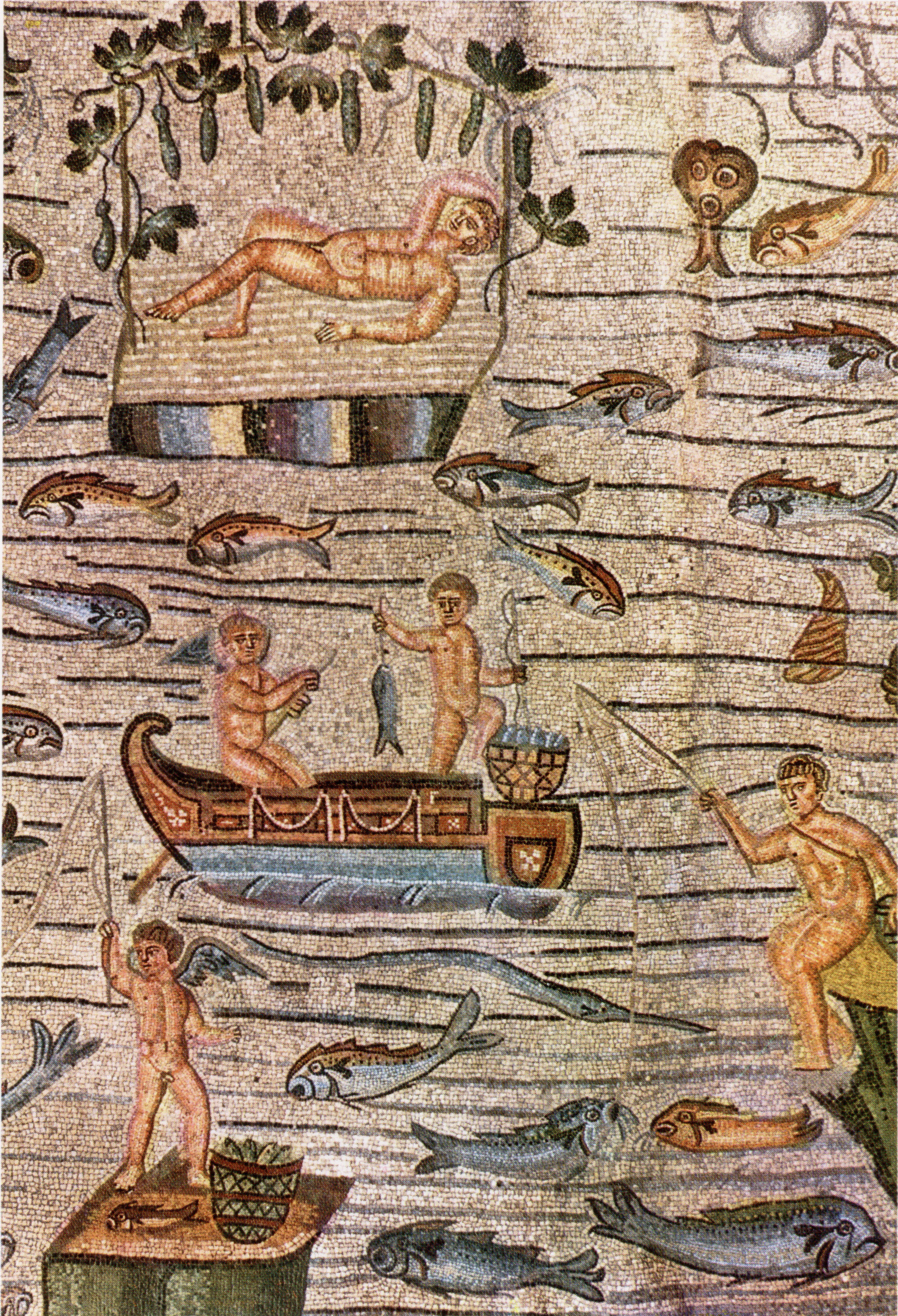
Riposo di Giona e scene di pesca nei mosaici della Basilica di Aquileia

(Carlo Goldoni, “La donna di garbo", 1743)
Rosaura: Senti aspetteremo che tutti sieno a letto ed anco quel furbo di Brighella, ch'io non posso vedere. Poi pian piano tutti due ce ne anderemo in cucina. Io già avrò preparato il bisogno: onde bel bello accenderemo il fuoco, empiremo una bellissima caldaia d'acqua e la porremo sopra le fiamme. Quando l'acqua comincerà a mormorare, io prenderò di quel ingrediente,  in polvere bellissimo come l'oro, chiamato farina gialla, e a poco a poco anderò fondendolo nella caldaia, nella quale tu con sapientissima verga andrai facendo de' circoli,  e delle linee. Quando la materia sarà condensata la leveremo dal fuoco, e tutti e due di concerto con un cucchiaio per uno la faremo passare dalla caldaia a un piatto. Vi cacceremo poi sopra di mano in mano un abbondante porzione di fresco, abbondante e delicato butirro, poi altrettanto giallo grasso e ben grattato formaggio.
Da: Carlo Goldoni, La donna di garbo.
Un ceppo funerario di epoca romana di un macellaio di Portogruaro mostra in grande evidenza un prosciutto del tutto simile a un prosciutto di San Daniele.
A partire dal 1200 viene prodotto il formaggio Montasio, che prende il nome dall'altopiano del Montasio, per opera dei monaci benedettini dell'Abbazia di Moggio. Durante il periodo del Patriarcato di Aquileia, viene per la prima volta codificata una ricetta del frico, dal cuoco Maestro Martino da Como che per un periodo servì presso il Patriarca.
Durante la dominazione della Serenissima nel Friuli vengono introdotti i prodotti provenienti dai traffici dei Veneziani con altri popoli. Si deve al nobile veneziano Pietro Querini e al naufragio del 1431 della sua nave Querina l'introduzione del baccalà (stocfis) che aveva il vantaggio di combinare la lunga conservazione del merluzzo con la possibilità di avere del cibo da utilizzare nei frequenti giorni di magro comandati dal Concilio di Trento.

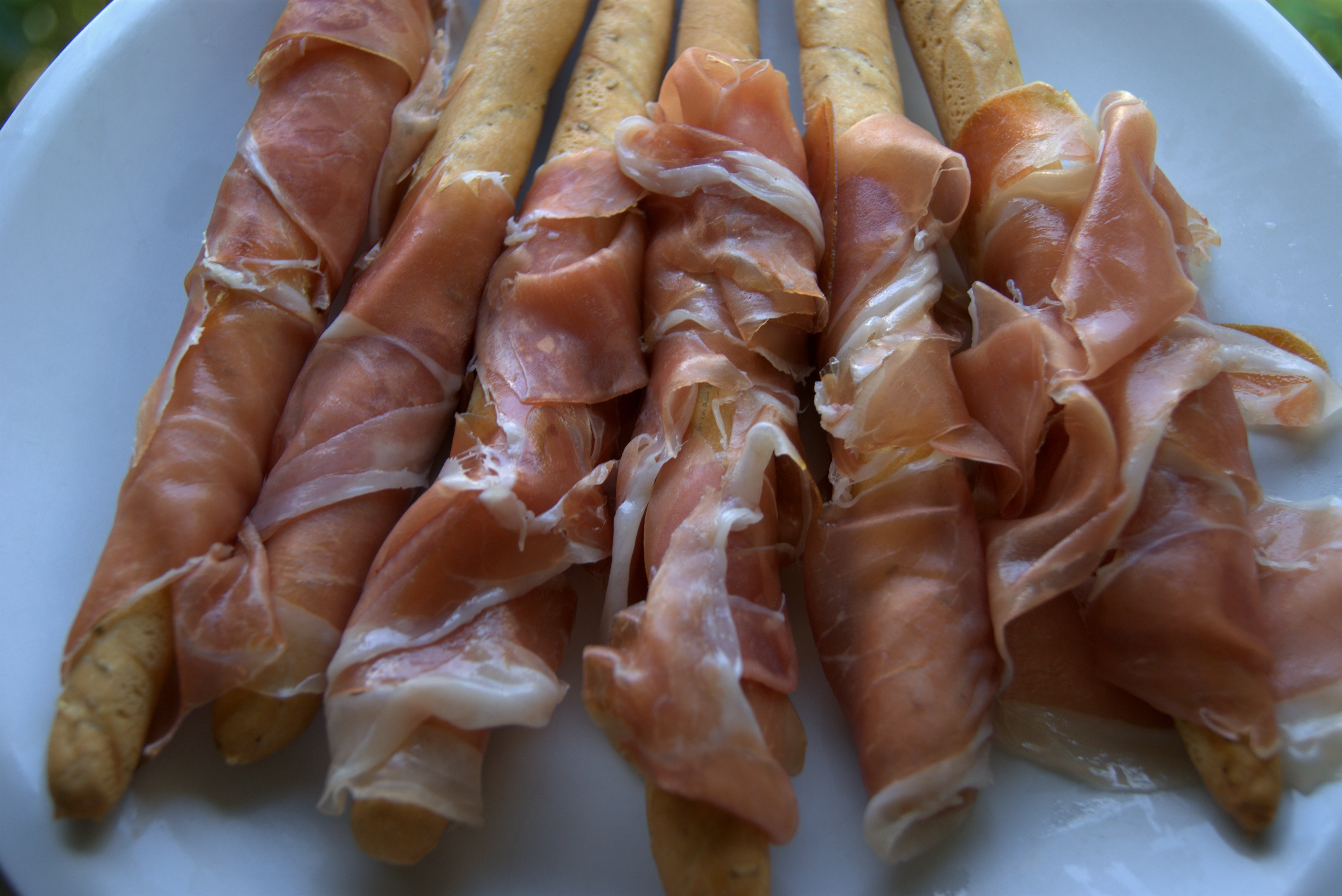
Grissini col Prosciutto di San Daniele

Sempre ai veneziani si deve lo sviluppo della cultura del mais, che era molto più produttivo di altri cereali, e consentiva quindi di mantenere una certa pace sociale presso le popolazioni dominate: la dominazione veneziana coincide infatti con un periodo storico particolarmente turbolento e segnato da terremoti, alluvioni, pestilenze, invasioni dei Turchi..
Carlo Goldoni nelle sue opere tratta spesso di pietanze e cibi, evidentemente quella a lui conosciuta dei nobili. I piatti citati nelle sue opere come i risi e bisi, le minestre di verdure, la lingua salmistrata, la luganega e la soppressa, il baccalà mantecato, le sarde in saor, le polpette, il bollito (carne lessa), i dolci di carnevale come fritole e crostoli, e naturalmente la polenta, della quale Rosaura da' ad Arlecchino una ricetta in La donna di garbo del 1743: acqua, farina, si aggiunge del bel burro giallo.
È interessante notare che Carlo Goldoni cita moltissime pietanze tuttora esistenti, ma non cita preparazioni con le patate e con i pomodori. In effetti l'introduzione della coltivazione della patata in Friuli si deve a Antonio Zanon solo nel 1765. In Carnia le patate sono state introdotte dalla Germania e dall'Austria. Questo è il motivo per il quale patate in friulano si dice in due modi: cartufolas in Carnia (da Kartoffeln), patatis nel resto del Friuli.
Il pomodoro ancora al tempo del Goldoni non veniva usato in cucina.
Nelle campagne friulane uno spaccato della cucina dei contadini nel 1800 viene dato nelle sue opere dalla scrittrice friulana Caterina Percoto, che intitola uno dei suoi racconti L'anno della fame, tout court (dovrebbe trattarsi del 1843). Niente carne né pesce, la dieta dei contadini è costituita da polenta e pane fatto con cereali poveri, cavoli come verdura, ai soli lavoranti che necessitano di forza viene data, dai signori (detti "sorestans" in friulano, in contrapposizione con i "sotans", i sottoposti), la zuppa.
Nel 1765 viene introdotta in Friuli la patata a opera dell'agronomo Antonio Zanon in campi appartenenti all'illuminato Conte Fabio Asquini (1726-1818) di Fagagna, che per primo si accorse anche delle eccellenti doti del vitigno denominato Picolit, che comincia a commercializzare con metodi del tutto moderni, dal marchio sul tappo alle bottiglie fatte in vetro di Murano, e ottimo successo. Il vitigno viene poi travolto, come moltissimi altri vitigni autoctoni, dalle malattie che si propagano alle viti nell'Ottocento, dalla peronospora allo oidio.
Nel 1843 viene fondato a Pordenone il Pastificio Tomadini. Nel 1846 viene commercializzato per la prima volta l'Amaro di Udine, che rimane popolarissimo per oltre un secolo. Nel 1859 viene fondata la Birra Moretti a Udine. Nel 1862 viene fondato il Prosciuttificio Wolf a Sauris. Nel 1880 viene fondata, per opera del maestro del paese, la prima latteria sociale a Collina di Forni Avoltri, sul modello delle nascenti latterie del vicino Cadore. Nel 1930 le latterie sociali erano più di 500.
Nel 1906 il circo di Buffalo Bill porta a Udine, introducendolo per la prima volta in Italia, lo zucchero filato. Nel 1959 l'enologo Luigi Veronelli viene in Friuli per conoscere il vino Colli Orientali del Friuli Picolit, e le sue singolari vicende, recuperato dalla famiglia Perusini della Contessa Giuseppina Antonini Perusini nei vitigni delle campagne di Rocca Bernarda di Ipplis di Premariacco. Nel 1961 viene fondato il Consorzio del Prosciutto di San Daniele.

## Caratteristiche
Ambiente difficile, nel Friuli convivono tra loro ricette di lunga tradizione perlopiù lungi dall'essere sofisticate e contaminate da altre espressioni culinarie. Tale cucina si caratterizza, oltre che per i formaggi, i salumi e le carni, alimenti ricavati da prodotti di terra, quali mais, patate, rape, orzo e granturco senza per questo disdegnare incursioni nella cucina di mare sulla costa adriatica. Ha anche qualche peculiarità, come ad esempio il boreto alla graisana (zuppa di Grado), una zuppa di pesce senza pomodoro e con prevalenza del rombo. L'assenza del pomodoro e un'abbondanza di pepe di questa ricetta ne datano le origini all'Alto medioevo, precedente quindi all'introduzione in Europa del pomodoro, e suggeriscono l'importanza dei traffici della vicina Aquileia nell'abbondanza dell'uso del pepe.
Molti sono gli incroci della cucina friulana con la cucina carnica, alla quale bisogna attribuire i cjarsons, il frico e l'utilizzo delle erbe. Molto importante la polenta di farina di granturco bianca o gialla. Recentemente la polenta viene proposta con farine miste, anche di grano saraceno, e granulosità e densità variabili. La prevalenza della farina di mais nella preparazione della polenta rispetto ad altri cereali è dovuta alla maggiore produttività del mais rispetto agli altri cereali. La stessa parola friulana "blave" indicava inizialmente tutte le granaglie, per poi indicare esclusivamente il mais per la prevalenza di questa pianta nell'alimentazione.
Molto rilevanti i vini friulani, bianchi e rossi, e piuttosto importante e caratteristica la tradizione dei distillati, fra i quali la grappa friulana. I piatti tipici sono il frico, (probabilmente l'etimologia è "fritto") nelle due versioni con patate e croccante, la brovada e il musetto, i cjarsons, i blecs (maltagliati) e la polenta di granturco, la gubana.

### Primi piatti

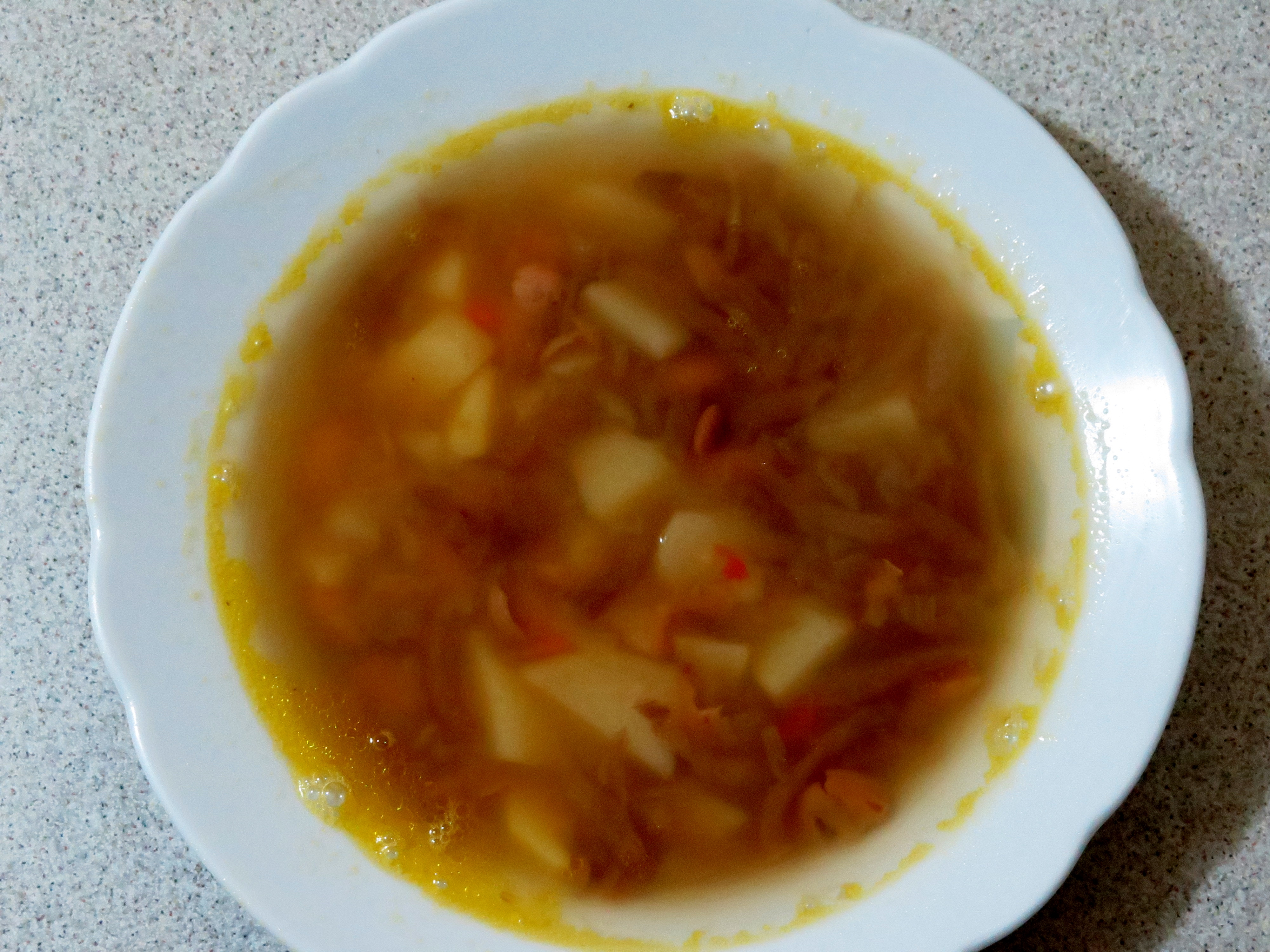
Jota

Fra i primi piatti, in passato, rivestivano grande importanza le minestre e i minestroni, fra i quali le minestre di fagioli, la pasta e fagioli, la jota, che richiedono lunghe cotture e preparazioni, e che venivano realizzati con prodotti dell'orto. Le mutate condizioni di vita stanno invece la fortuna di piatti più rapidi nella preparazione, in particolare la pasta. Una certa fortuna stanno avendo i risotti, in particolare con le erbe e gli ortaggi del territorio, ad esempio il risotto con lo sclopit, (silene vulgaris) il risotto con gli asparagi e il risotto con gli urticcions (luppolo) e nella ristorazione anche i pasticci di verdura e gli gnocchi.

### Carne e uova

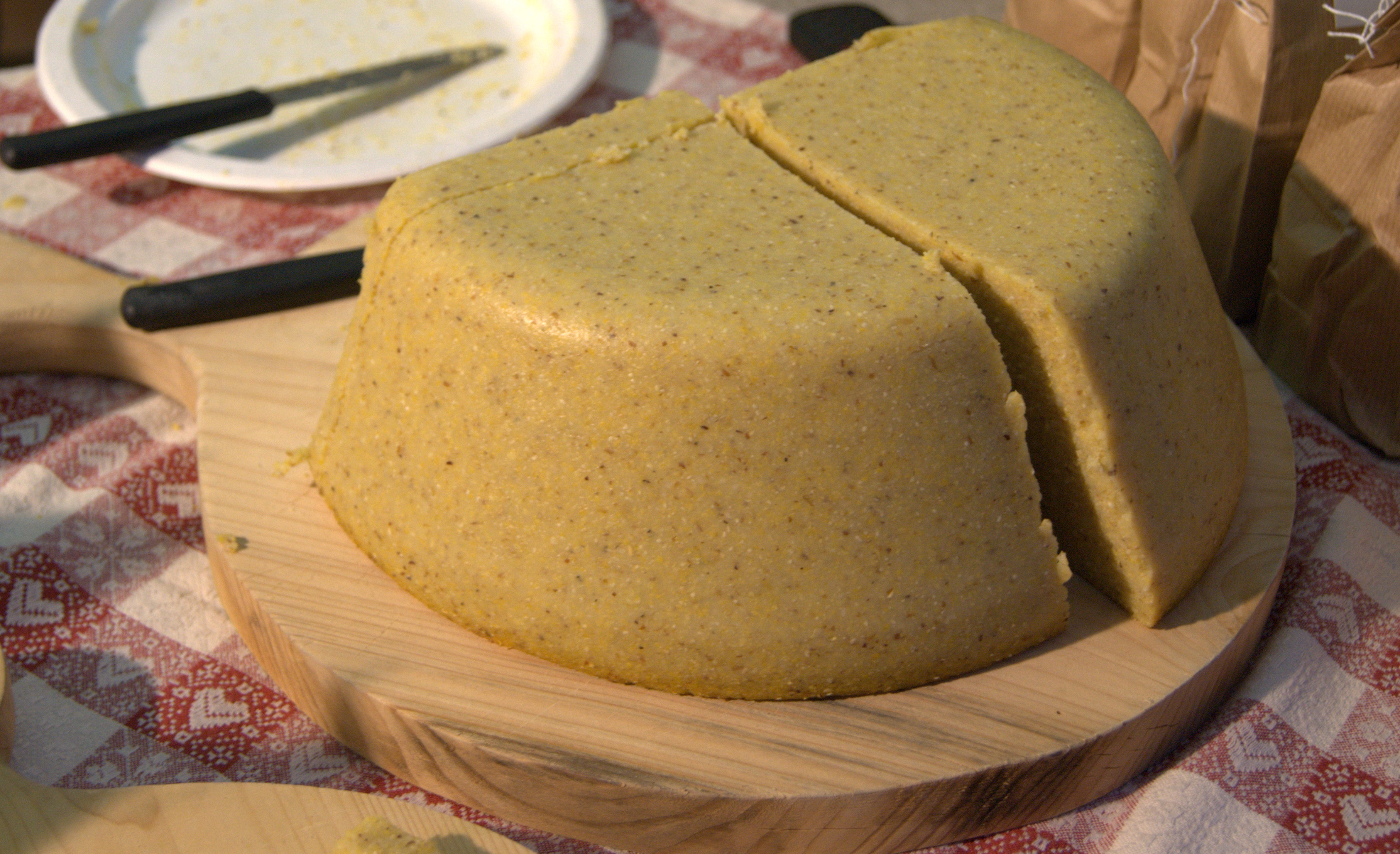
Polenta

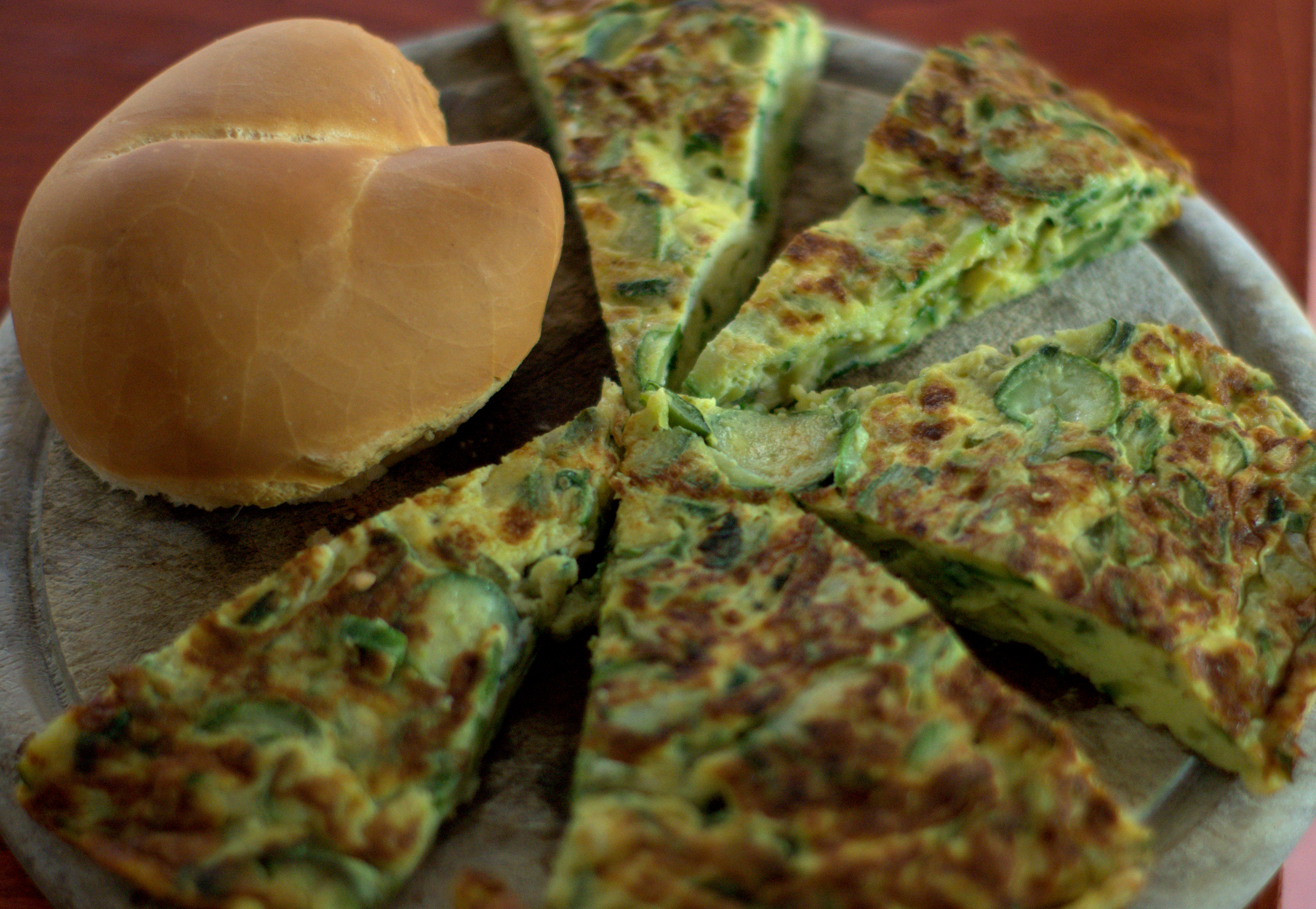
Frittata con le erbe con un cornetto, classica forma di pane friulano.

La carne di maiale è quella maggiormente diffusa nella regione, questo sebbene rivestano anche una certa importanza il pollame e la selvaggina.
Il "musetto" (muset) è un insaccato analogo al cotechino, confezionato con le parti del muso del maiale. Di forma cilindrica, dal diametro di 8–9 cm. e lungo da 20, 25 cm, il peso di un musetto è di circa 600 gr. La carne macinata del muso viene arricchita di spezie, cannella, chiodi di garofano e pepe. Viene preparato (bollito) generalmente d'inverno, servito con contorno di polenta, brovada e spinaci o purè di patate.
La salsa con cui lo si accompagna è il cren.
Il vino con il quale si accompagna è il Merlot o il Cabernet.
Sono tipici vari piatti di selvaggina, lepre, coniglio, cinghiale, capriolo, cervo, camoscio, generalmente accompagnati con la polenta. Una certa importanza hanno gli spezzatini e i bolliti. Fra gli altri bolliti, molto apprezzata è la lingua salmistrata di bovino. In tempi recenti si sono introdotti piatti della tradizione austroungarica, come il gulasch. I piatti a base di pesce invece sono realizzati soprattutto con il pescato proveniente dall'Adriatico non solo nelle zone costiere ma anche nella pianura e collina friulana, a cui si aggiungono le specialità a base di trota allevata nelle zone di San Daniele del Friuli o delle risorgive, e anche i gamberi di fiume.
La contessa Giuseppina Perusini Antonini (1874-1975), autrice del libro Mangiare e bere friulano, una sorta di manuale della gastronomia friulana rilevante quanto lo è l'Artusi per la cucina italiana, descrive ben diciannove tipi diversi di ricette di frittate, a segnalarne l'importanza nella dieta dei friulani dello scorso secolo. Vengono citate frittate con le erbe, con i piselli, con la luganega, con la carne, con il ghiozzo, con le verze, con i ciccioli e altre ancora.
- Cueste cu li verzis, costine di maiale con le verze
- Frico
- Frittata
- Muset e brovade, cotechino servito insieme alla brovada
- Polenta
- Salàm cu la civole, salame con la cipolla
- Salàm tal asêt, salame nell'aceto

### Pesce di acqua dolce, pesce di acqua salata, molluschi, crostacei

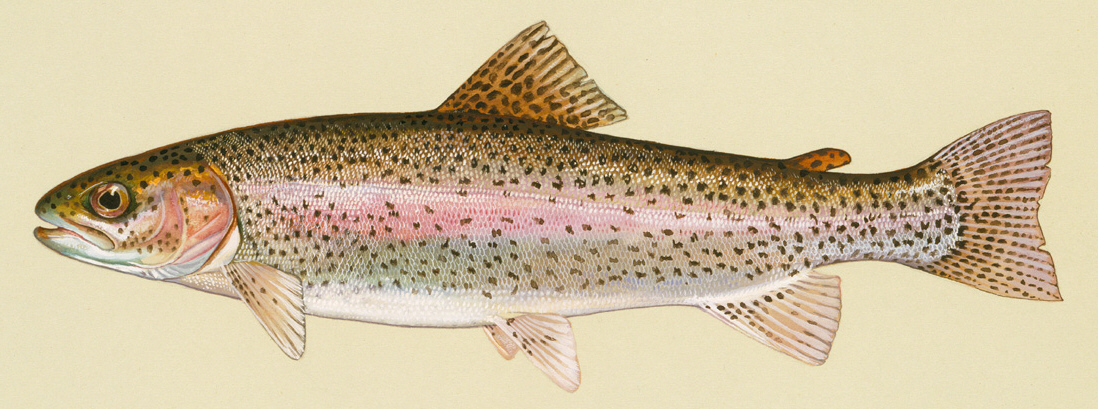
Trota salmonata

Una delle produzioni leader dell'industria agroalimentare friulana è l'allevamento della trota, prodotta per circa il 40% del totale nazionale, nella zona di San Daniele del Friuli e Codroipo in provincia di Udine, nella zona di Fontanafredda in provincia di Pordenone. Per il 70% si tratta di trota salmonata. La produzione è destinata in gran parte al mercato interno italiano.
Nelle osterie, soprattutto udinesi, vengono serviti con l'aperitivo stuzzichini di tartine di baccalà, sarde in saor, masanette (granchi in umido).

### Verdure, ortaggi ed erbe

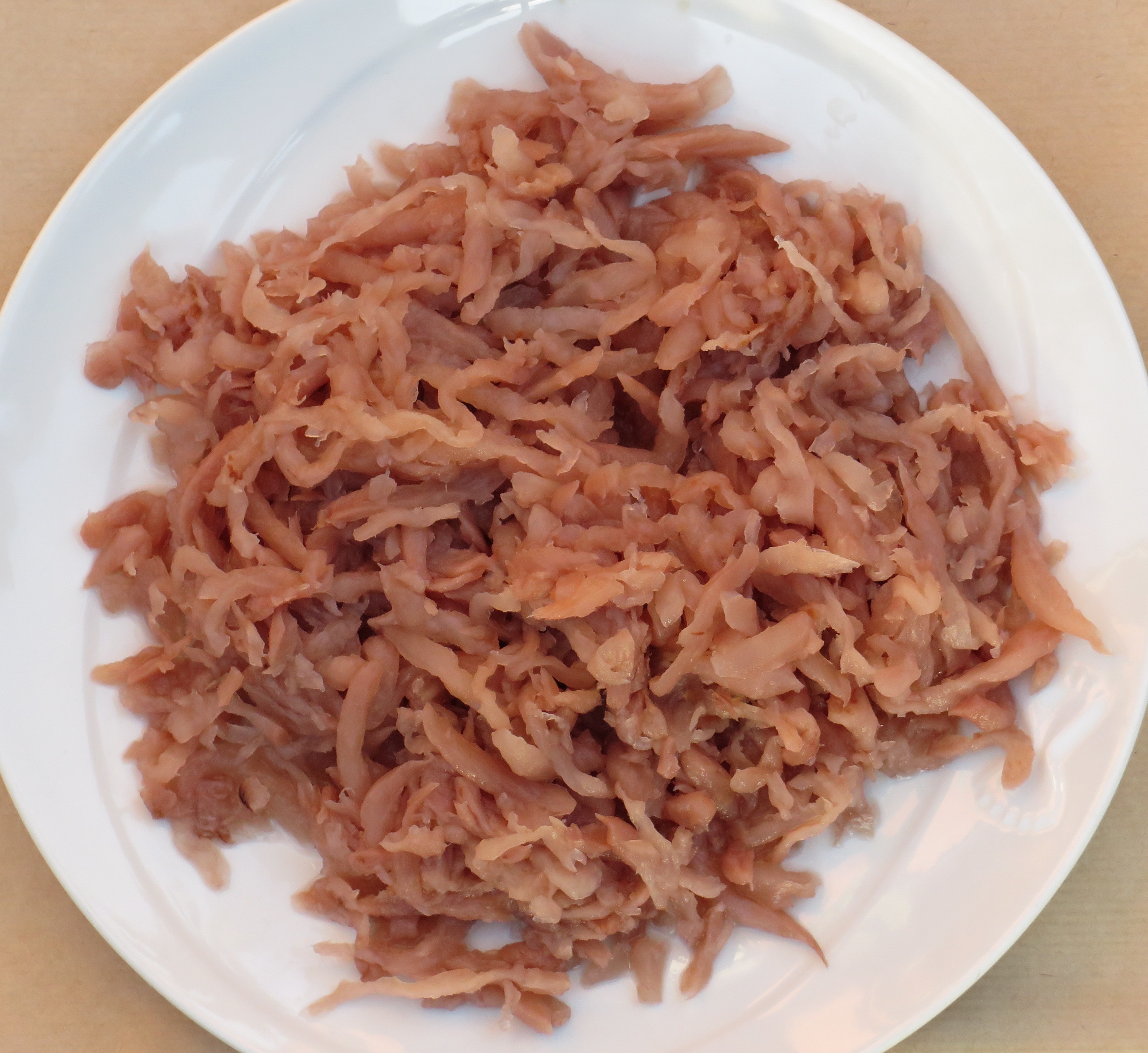
La Brovada

Fra le verdure, rinomati sono i radicchi e in primavera in particolare il lidric cul poc, il radicchio con la radice e quello della varietà Rosa di Gorizia.
La brovada è costituita da rape inacidite con la vinaccia e poi grattugiate, comunissima in campagna e in ogni famiglia agricola, a causa della semplicità della preparazione. Le rape tagliate si mettono in un tino separate dalla vinaccia, e vengono lasciate fermentare per qualche settimana dopo la fine della vendemmia, fino a essere pronte tipicamente per l'inizio dell'inverno più duro. La brovada è il tipico accompagnamento del musetto.
In Carnia sono più comuni i crauti.
Una crescente importanza hanno gli asparagi, e l'utilizzo delle erbe di campo, in particolare lo sclopit, (erba di silene) utilizzato per i risotti, gli gnocchi di patate e le frittate. Anche il risotto di sclopit è un piatto tipico diffuso in tutto il Friuli.

### Formaggi e derivati

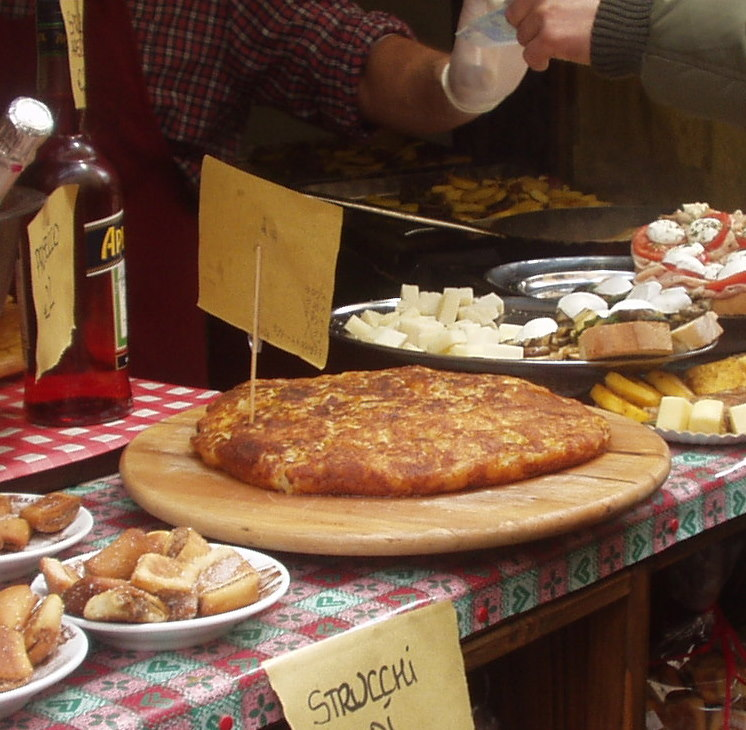
Frico con le patate

Il latte e l'industria casearia hanno un posto di rilievo nell'economia friulana, sia per la produzione casearia dei formaggi sia per quella dei piatti derivati, in particolare il frico. Di rigore anche il formaggio più diffuso e conosciuto è un formaggio di Malga, in quanto il Montasio prende il nome dall'Altopiano del Montasio dove tuttora viene ancora prodotto anche in malga, oltre che nelle grandi unità produttive della pianura. Tuttavia il formaggio di malga è un formaggio prodotto in piccole unità produttive poste in tutta la montagna friulana che utilizzano il latte di animali che praticano l'alpeggio. Il fatto che queste unità produttive siano formate da pochi capi comporta che il formaggio assume caratteristiche variabili da malga a malga e da stagione a stagione, caratterizzato comunque da un colore paglierino o anche giallo intenso, fino all'arancione, da occhiatura fine e da pasta salda ma morbida.

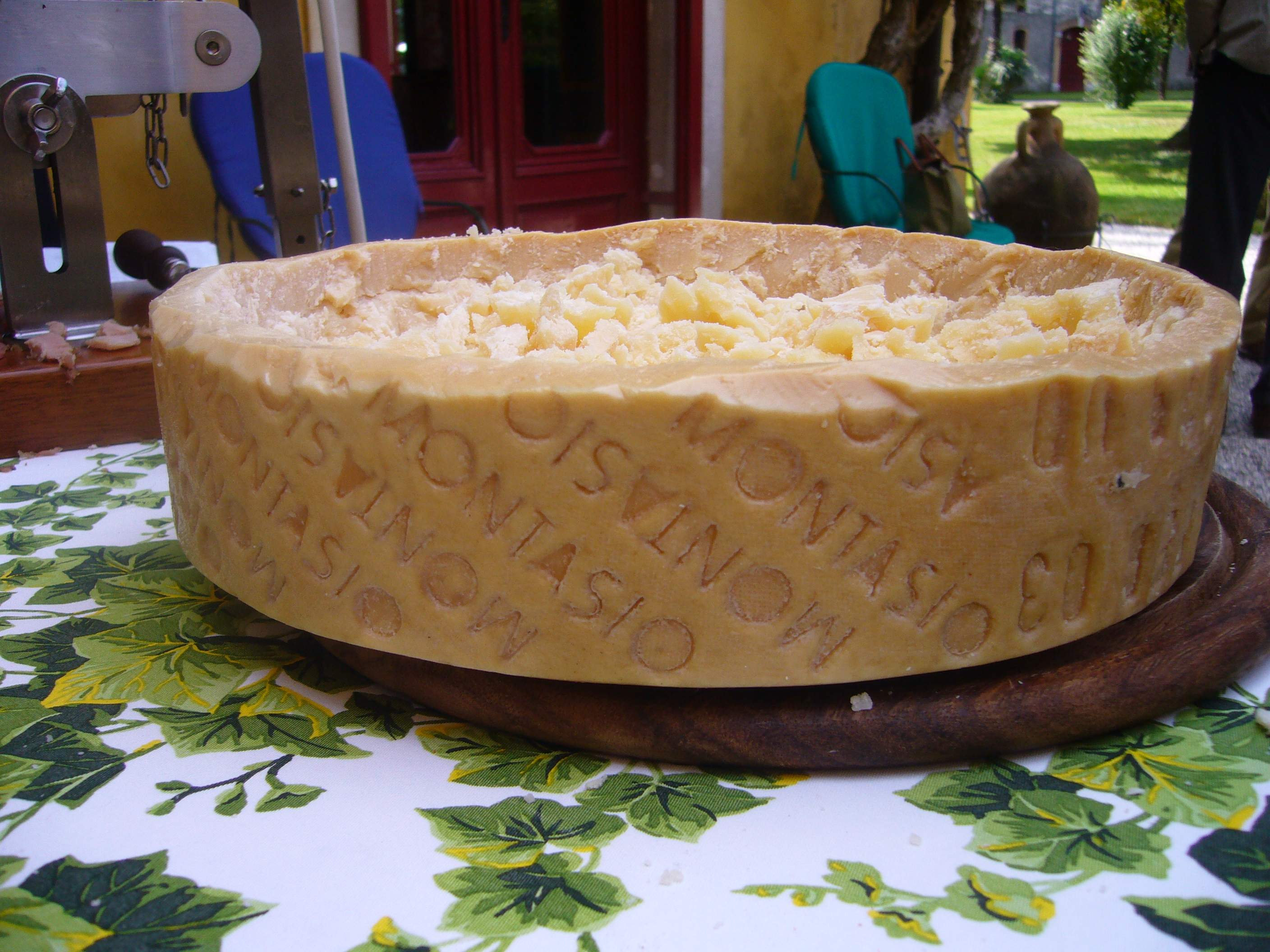
Formaggio Montasio

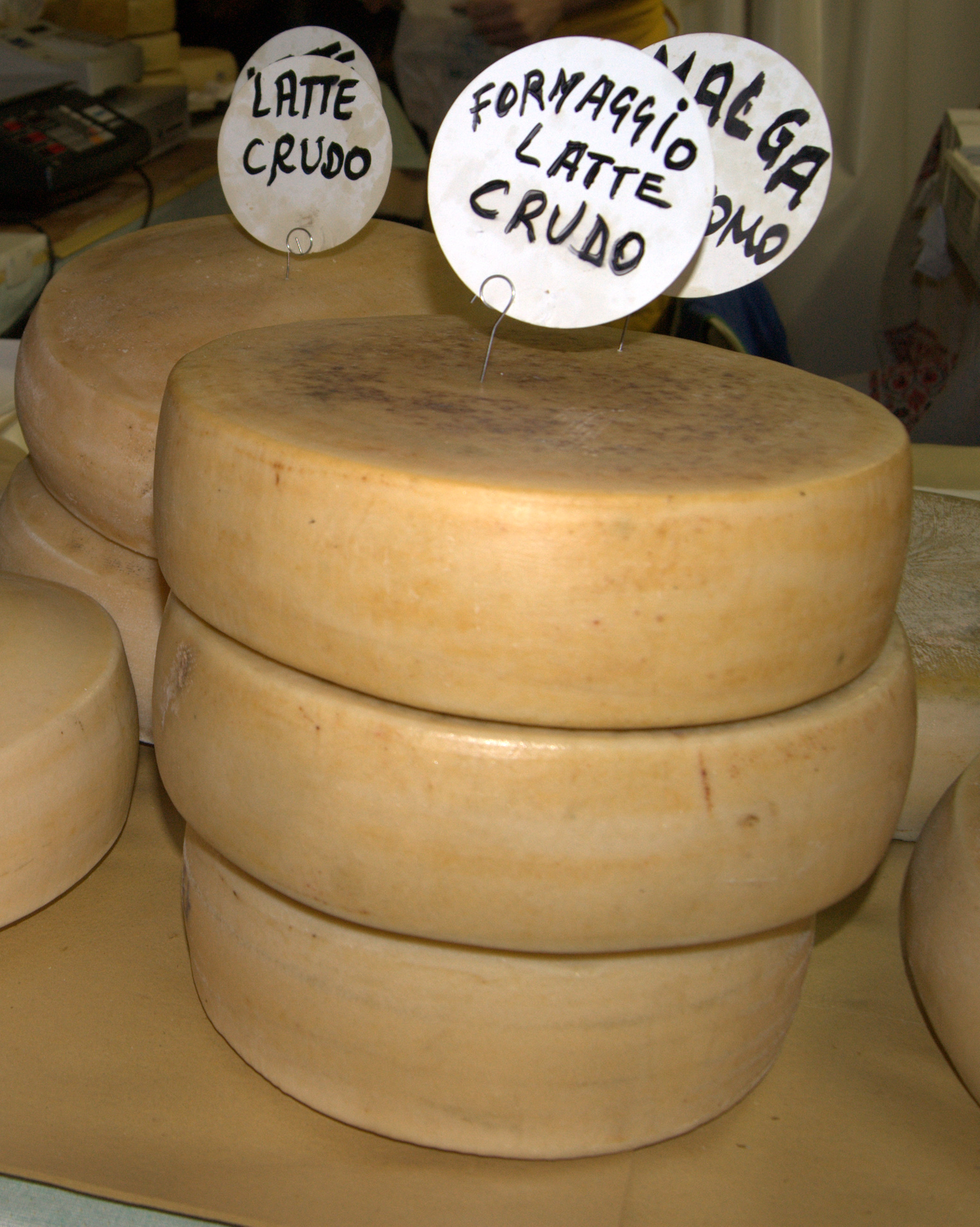
Formaggi di malga

- formaggio asìno, tipico del Monte Asio (nel pordenonese) da cui deriva il nome, è un formaggio a pasta morbida simile al formaggio salato carnico
- formaggio Fagagna
- formaggio Montasio
- formaggio di malga
- formaggio di latteria
- formadi frant, tipico della Carnia, è una preparazione con gli scarti di formaggio sminuzzati con l'aggiunta di sale, pepe, latte e panna, viene stagionato per 40 giorni.
- formaggio salato
- formadi cjoc, detto anche formaggio ubriaco, le forme sono immerse in mosti d'uva per un minimo di 2 e un massimo di 10 giorni.
- scuete e scuete fumade, ricotta e ricotta affumicata

### Salumi e insaccati

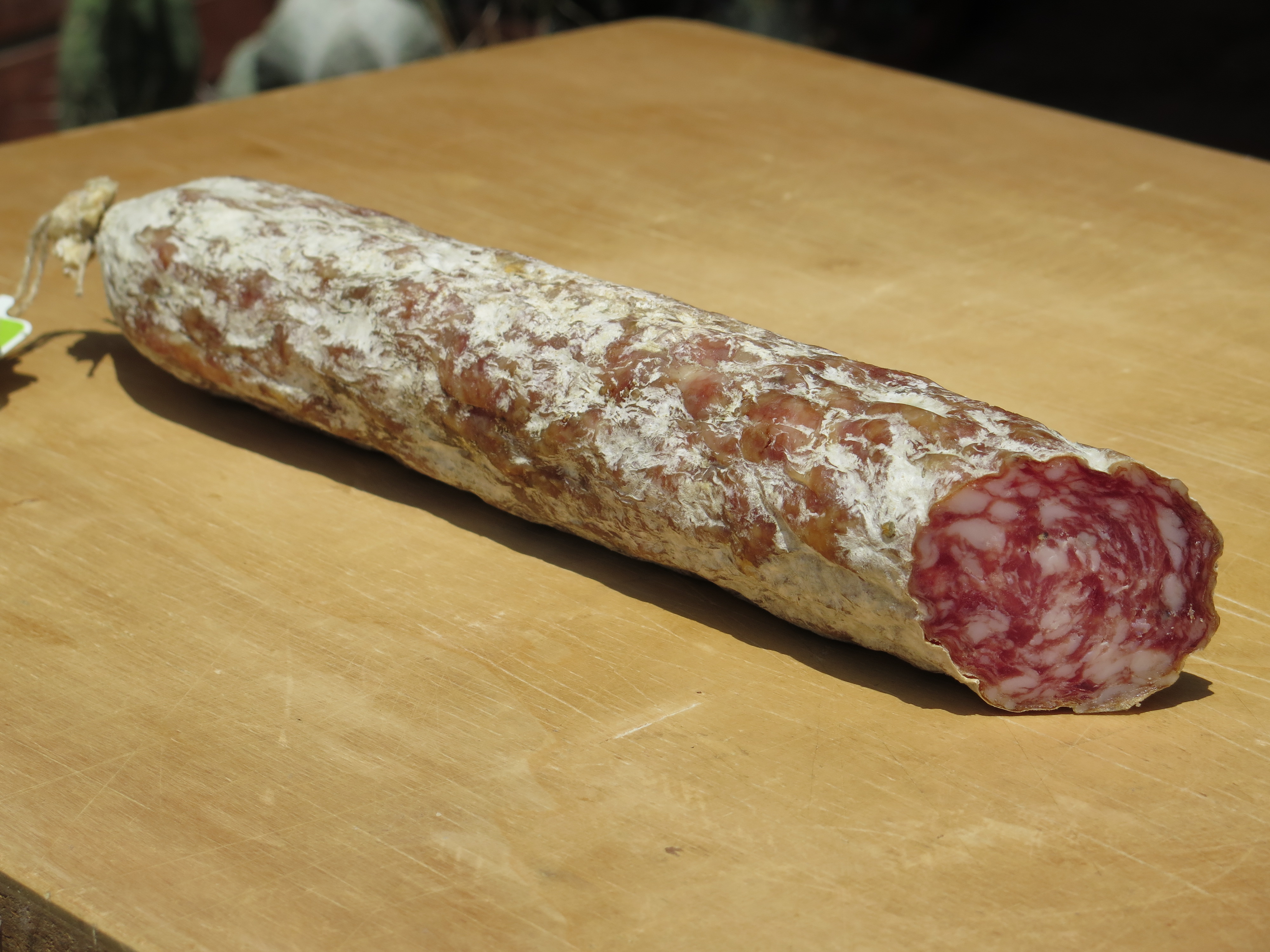
Salame friulano

Importante, anche dal punto di vista economico per la regione, è la produzione di salumi e insaccati, con il noto prosciutto di San Daniele, dalla caratteristica forma a violino, poco grasso e dal sapore dolce e con la produzione, più di nicchia ma altrettanto pregiata, del prosciutto crudo di Cormons e di Sauris dove si produce anche lo speck.
La presenza di un'importante e crescente industria dei prosciuttifici fa sì che sia presente anche una buona produzione di altri salumi e insaccati provenienti dalla lavorazione del maiale, quali il salame, la soppressa, il prosciutto cotto.
Una annotazione particolare merita il prosciutto cotto detto "Praga". Il "Praga" è un prosciutto cotto lievemente affumicato dalle origini mitteleuropee ma poi lì dimenticato e rinato invece nella bella Trieste di inizio Novecento, in una versione tagliata a mano, calda, servita nel pane con aggiunta di cren. Dai prosciuttifici e salumifici del Carso (agevolati dalla presenza del porto franco concesso da Maria Teresa d'Asburgo) il Praga si è diffuso nei salumifici e prosciuttifici del Friuli, che peraltro trovavano la nuova giovane capitale cosmopolita di inizio Novecento Trieste come un naturale sbocco commerciale.

### Altri prodotti

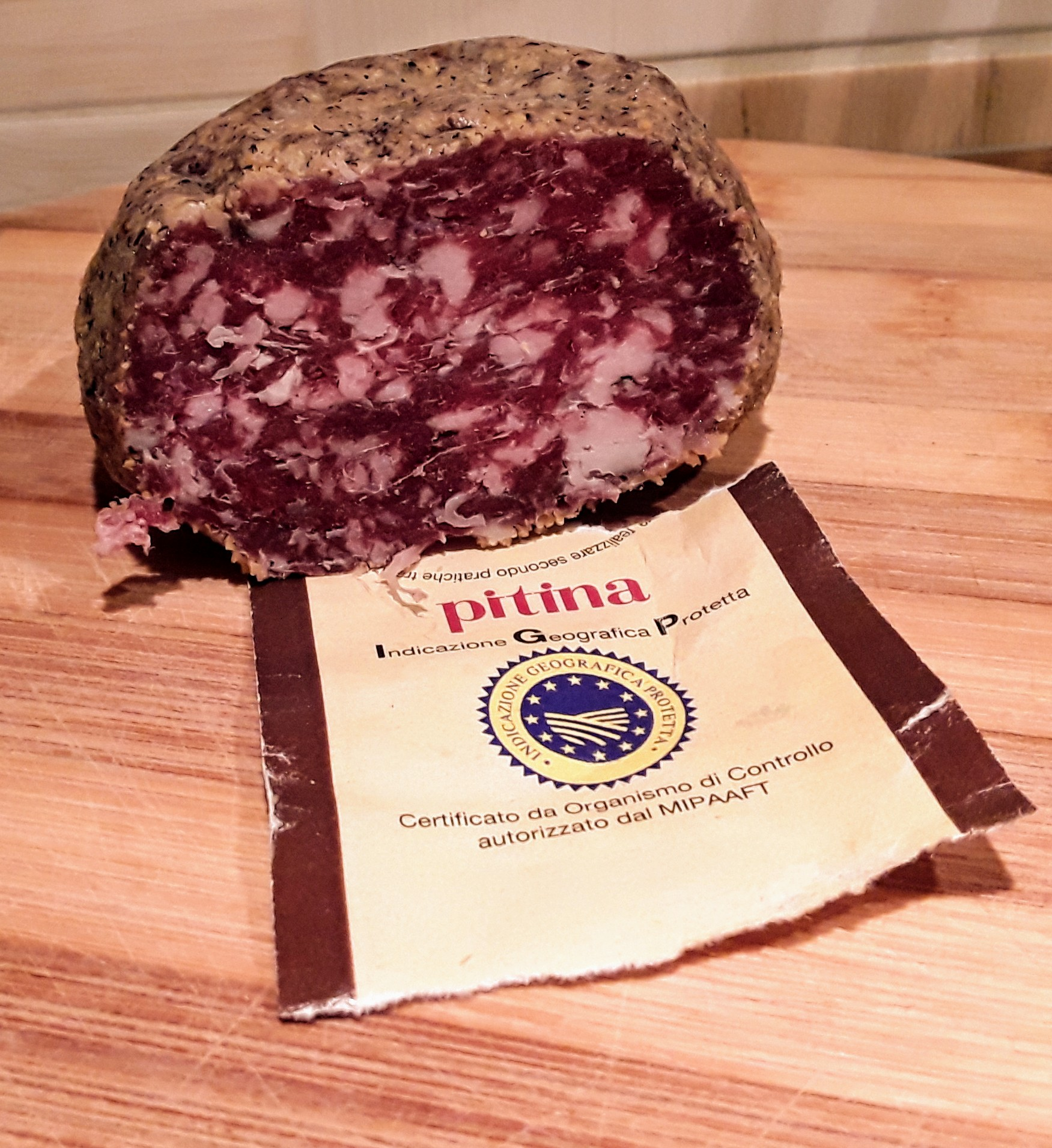
Pitina

- Blave di Mortegliano, farina di mais autoctono
- Brovada, rape inacidite con la vinaccia
- Fagioli
- Craut garp, foglie dei cavoli cappucci messe sotto sale o sott'aceto[11]
- Patate di Godia e di Ribis
- Pitina
- Lidric di mont, radicchio di montagna
- Sclupitin (silene), erba spontanea usata per la preparazione di minestre, risotti e frittate
- Zitu, mais di Resia
- Pane con la zucca

### Vini e bevande

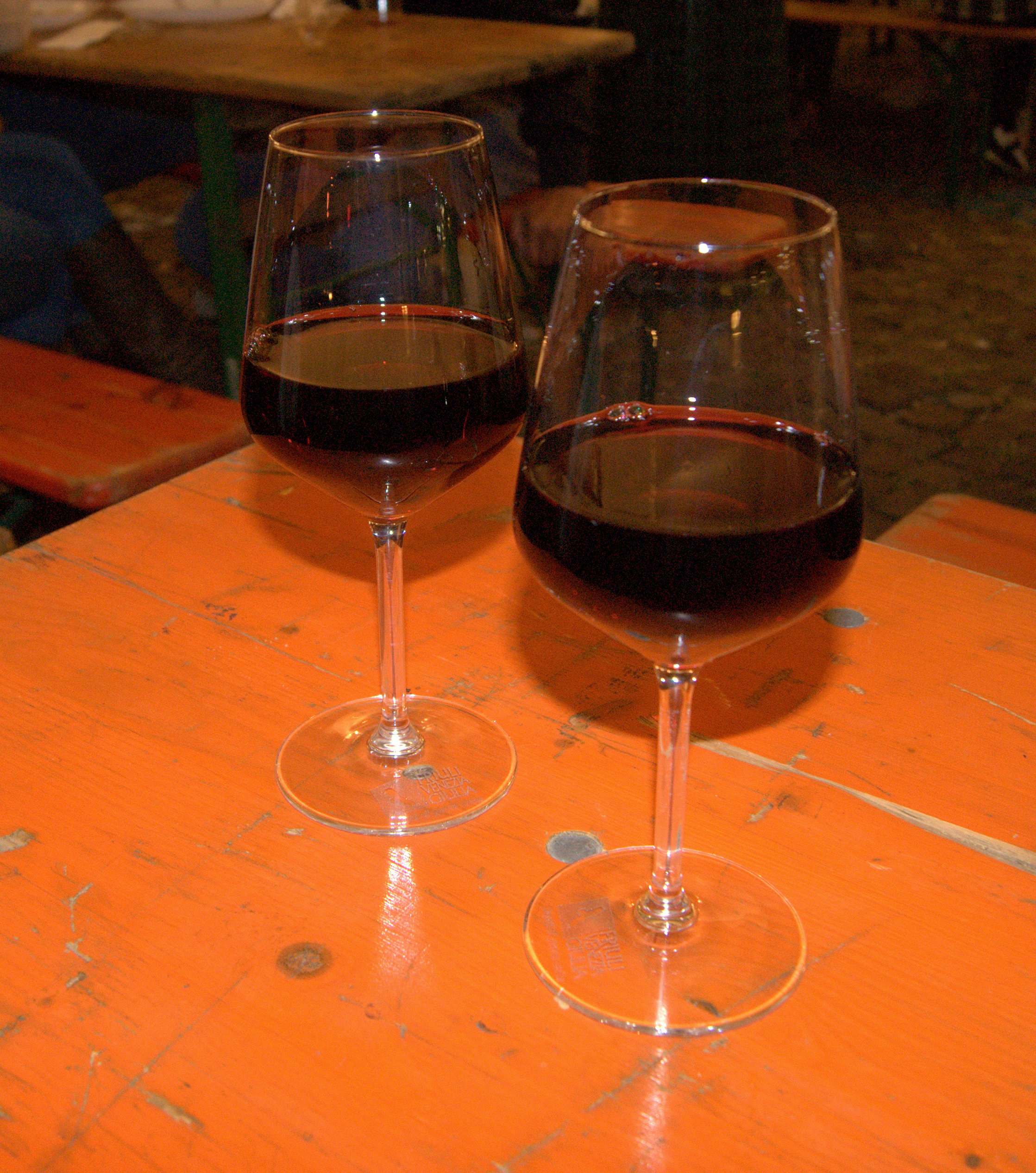
Bicchieri di Merlot friulano

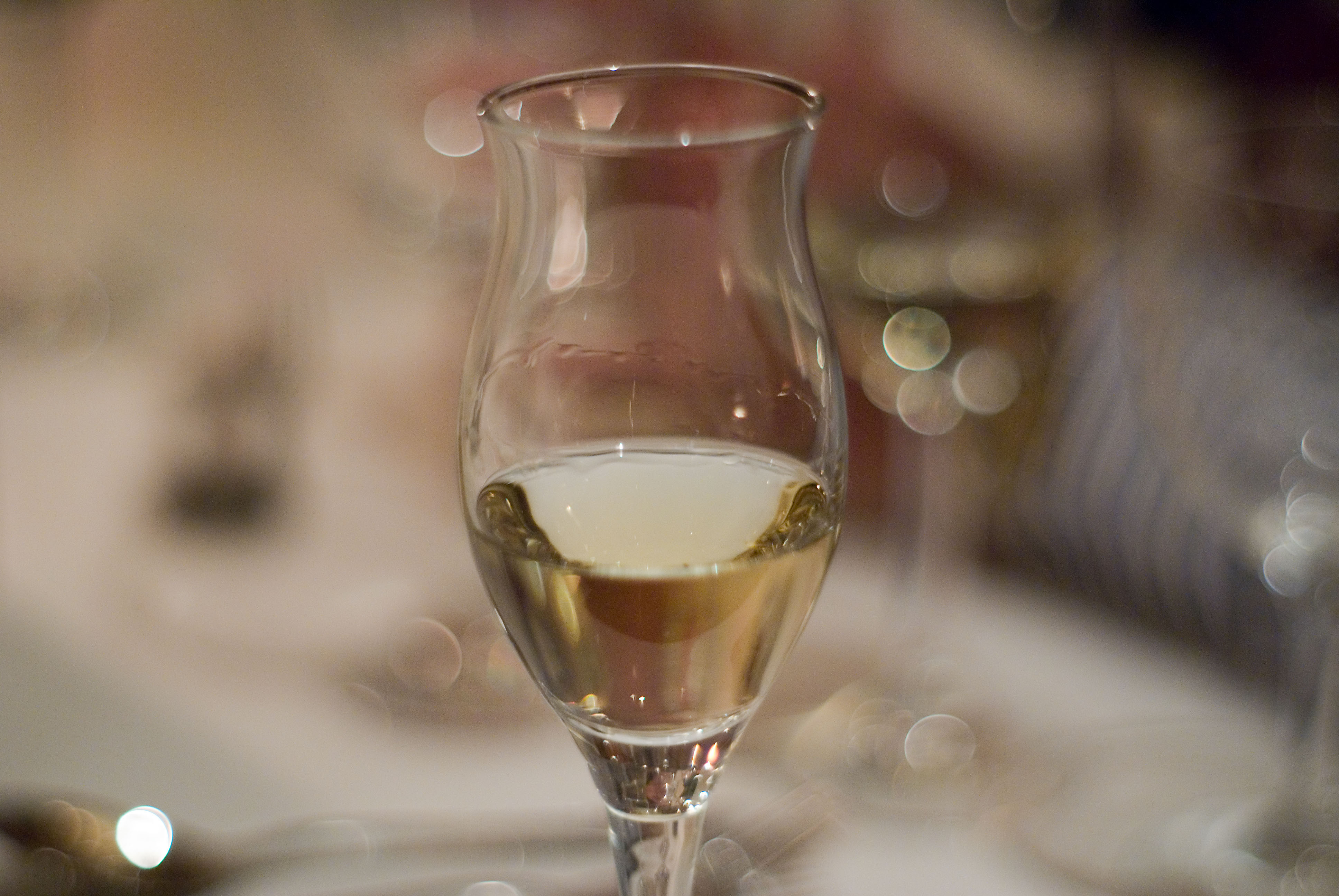
Grappa friulana

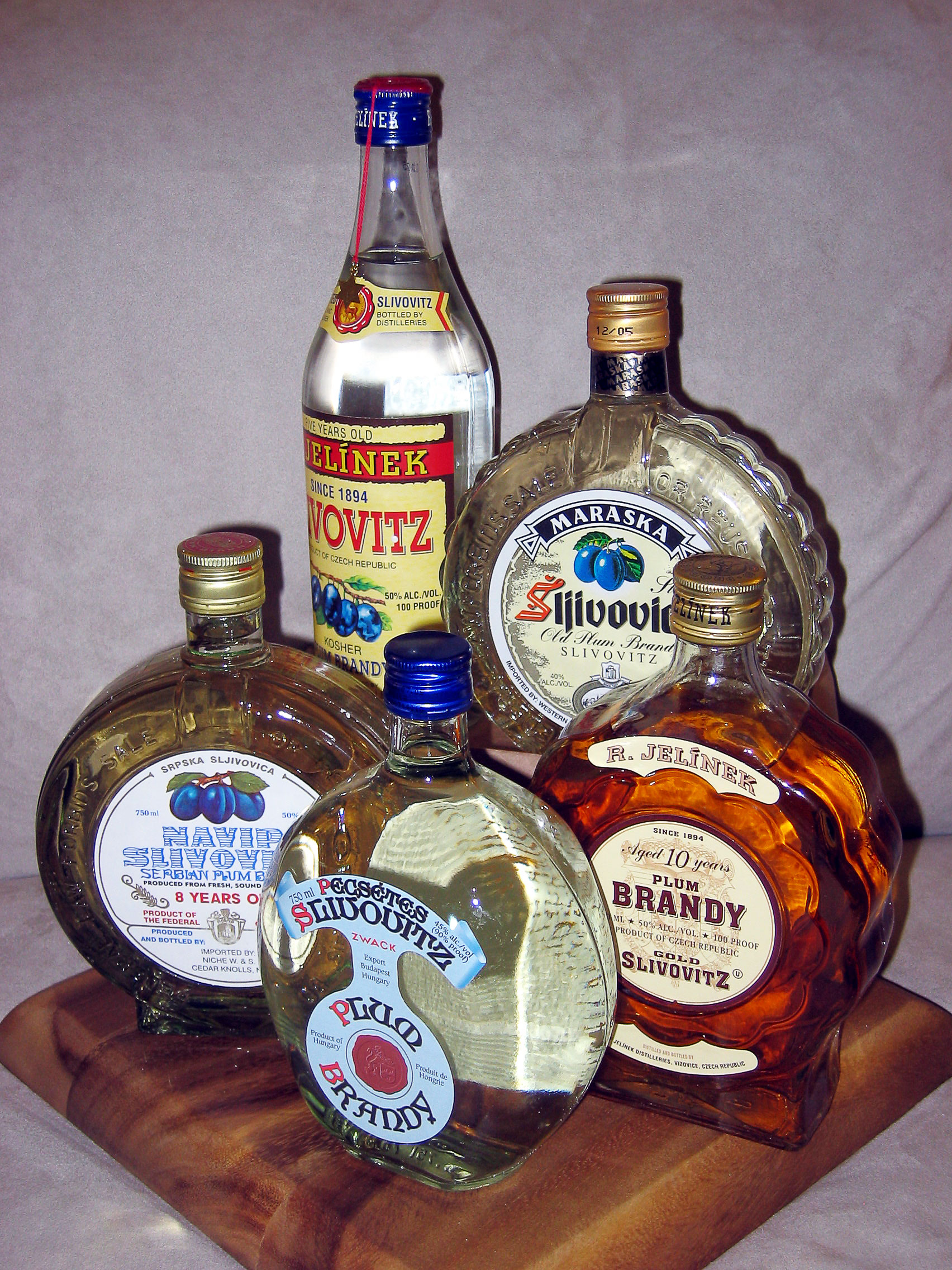
Slivovitz

La produzione vitivinicola friulana è un settore trainante dell'economia friulana, insieme con quello del Prosciutto di San Daniele. Nel decennio 2000-2010 la produzione ha privilegiato i vini bianchi piuttosto che i rossi o i rosati, destinandone una grande parte all'esportazione. In particolare, circa il 40% dei vigneti produce Prosecco e spumanti, Pinot grigio, Sauvignon, Chardonnay e Friulano, quest'ultimo, in passato vino principale della regione, ancora penalizzato dalle vicende di commercializzazione legate al cambio di nome.
Le zone principali di produzione sono il Grave Friuli, situato nella pianura attraversata dal Tagliamento, fra le province di Udine e Pordenone, e il Collio, diviso fra la provincia di Udine e quella di Gorizia. I vini bianchi vengono consumati in occasione dell'aperitivo, (nello spritz) insieme con stuzzichini quali polpette, nervetti, baccalà, masanette (granchi), con il pesce e i formaggi freschi. Vengono abbinati poi agli asparagi, ai risotti con le erbe (sclopit), ai pasticci di radicchio.
I vini rossi, fra cui i più comuni sono il Colli Orientali del Friuli Merlot il Refosco e il Cabernet, sono consumati con il frico (Merlot), il Montasio e il latteria stagionato, la jota, i gulasch gli spezzatini i bolliti gli arrosti e la cacciagione. Più di nicchia sono i vini da meditazione, il Verduzzo Friulano Colli Orientali del Friuli Picolit e Ramandolo e la Ribolla che vengono spesso consumati con i dolci. La Ribolla viene spesso abbinata alle castagne.

#### Birre
- Birra Castello
- Birra di Sauris
- Birra Moretti

#### Alcolici
- Grappa friulana
- Slivovitz

Fra le altre bevande, rinomate sono le acque oligominerali naturali della Val Degano e della zona di Clauzetto, il sidro della Carnia e del pordenonese.

### Dolci

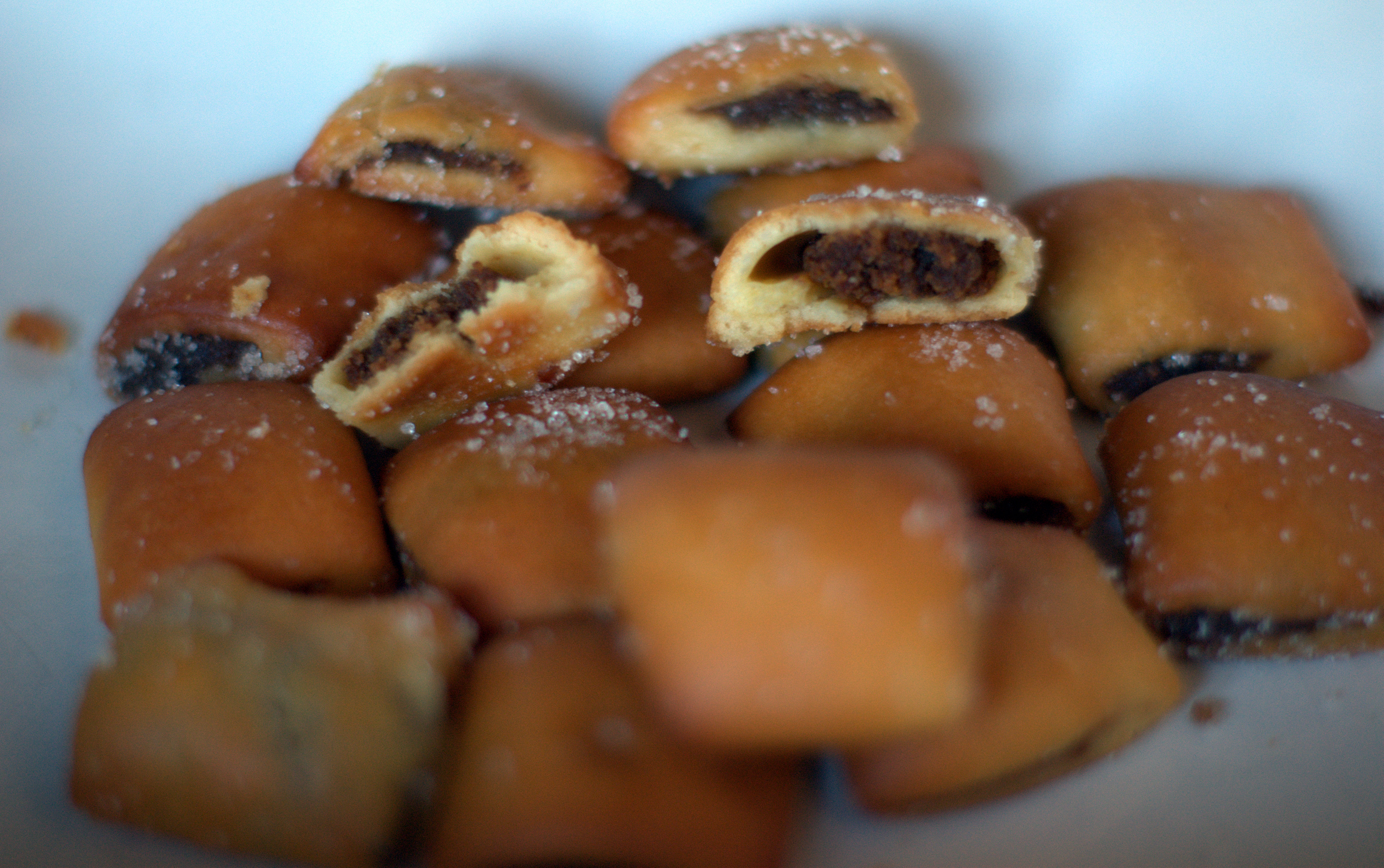
Strucchi

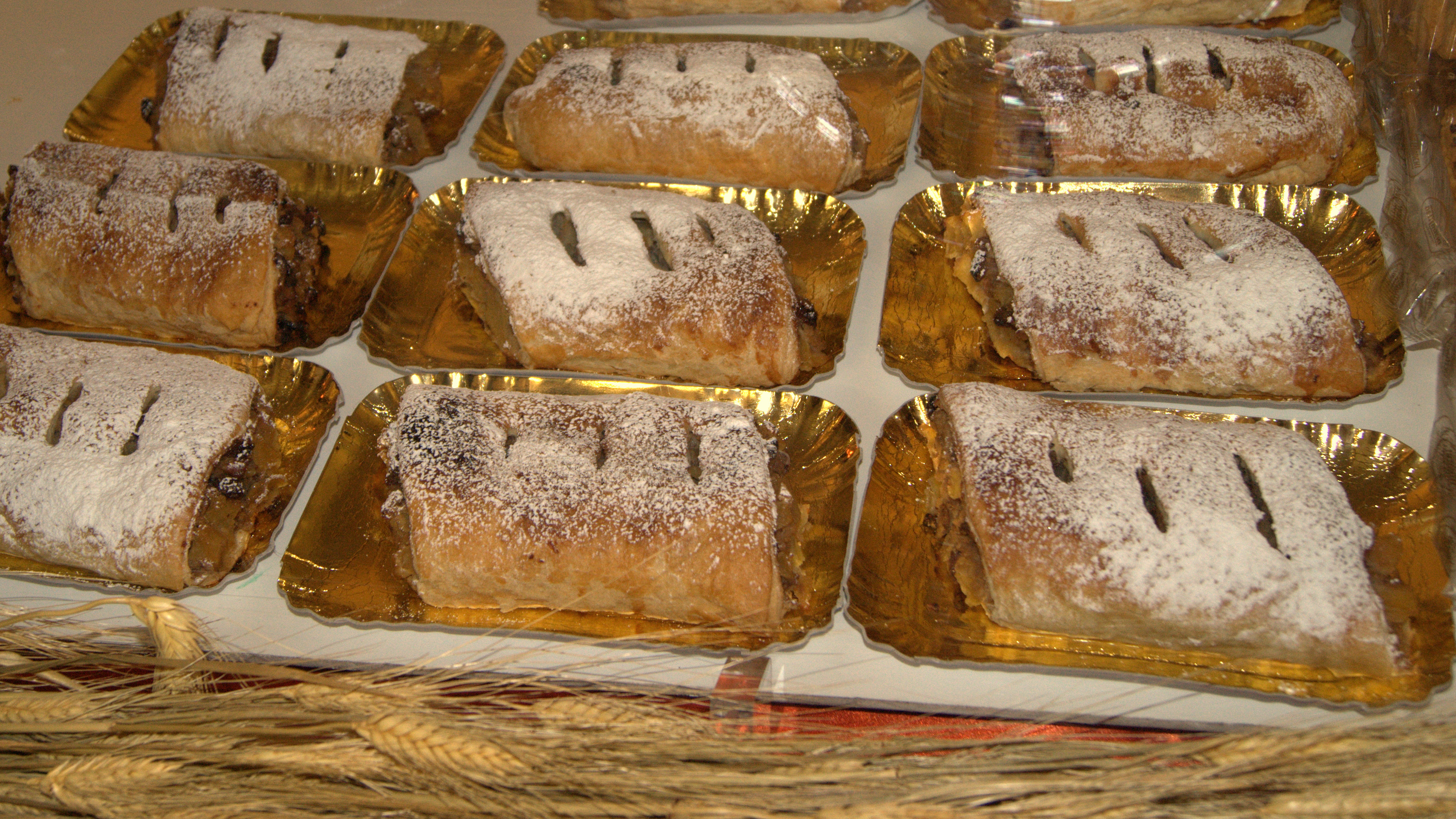
Strudel carnico

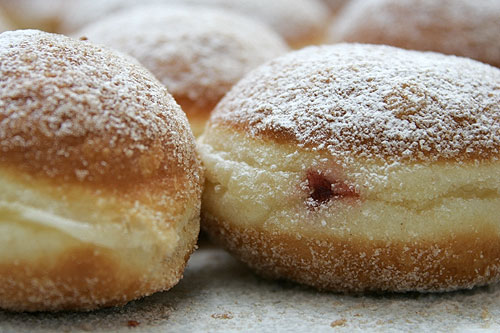
Krapfen

In tutto il cividalese e nelle Valli del Natisone si produce la gubana, divenuto il dolce tipico regionale. Tipiche della pasticceria cividalese sono le gubanette, gubane con una forma più piccola, e gli strucchi, fritti o lessi. Verso la zona montana si producono ottimi krapfen (detti bomboloni in altre zone d'Italia), strudel, soprattutto di mele, e crostate. Buona l'offerta del miele. Alcuni dolci sono legati alle festività, in particolare i crostoli nel periodo del carnevale, le favette e vicino alla costa le ossa dei morti per le festività dei Santi e dei Morti. Frequente in montagna lo strudel di mele, come anche le crostate con i frutti del bosco. La Contessa Giuseppina Perusini Antonini cita nel suo manuale, fra la pasticceria, i biscotti delle dimesse, essendo "Le Dimesse" una congregazione di suore che gestivano un Collegio per ragazze a Udine, rinomato per la sua cucina.
- Crostui, sfoglia fritta cosparsa di zucchero a velo, dolce carnevalesco
- Esse di Raveo, biscotti tipici della Carnia a forma di S
- Biscotto di Pordenone
- Frìtole o Fritulas, frittelle con uvetta o mele
- Gubana
- Strucchi, fagottini di pasta fritti o lessi, ripieni di frutta secca e pinoli
- Strudel
- Pinza
- Favette triestine ("Fave da morto", "fave dei morti" o "fave dolci"), tipici dolci della festività della commemorazione dei defunti.
- Tiramisù[14]
- Krapfen

## Sagre

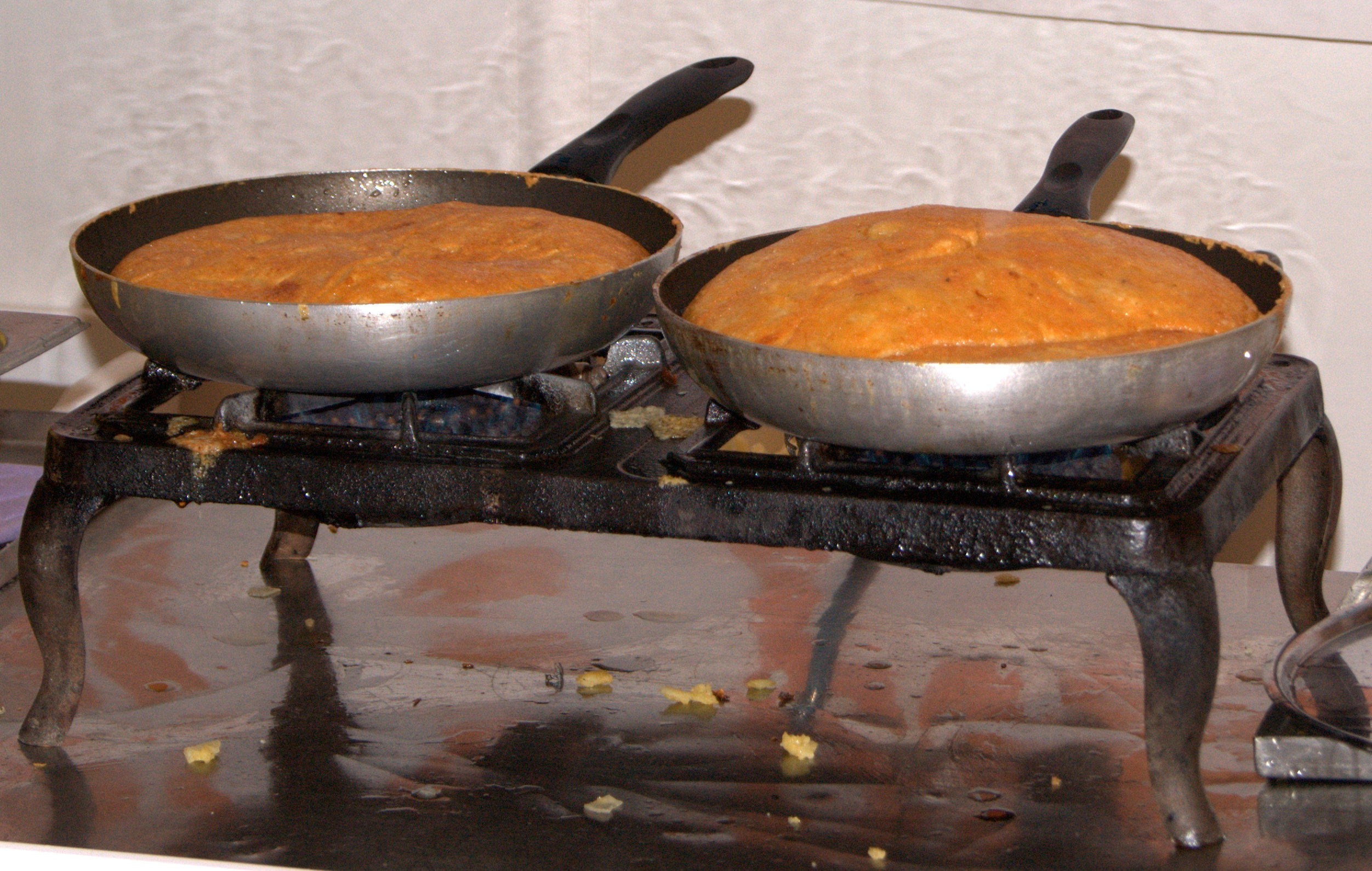
Frico a Friuli Doc 2012

Le sagre, o feste popolari, sono una vetrina per i prodotti tipici di una zona.
Fra le sagre più importanti o più pittoresche:
• Sagre dai Croz (Bueriis, agosto) rane
- Aria di Festa (San Daniele del Friuli, giugno) prosciutto crudo
- Antighe sagre des Campanelis (Nimis, settembre) vini
- Friuli Doc (Udine, settembre) tutti i prodotti
- Cantine Aperte (Collio, maggio) vini
- Aziende Aperte, Fiumicello, giugno, prodotti del territorio
- Sagra degli asparagi Asparagorgo, (Gorgo di Latisana, aprile) asparagi
- Sagra degli Asparagi, (Tavagnacco, maggio) asparagi
- Festa della Patata, Gemona del Friuli, settembre
- Sagra dei Gamberi (Remanzacco, luglio) gamberi di fiume
- Burnjak (Tribil Superiore-Stregna, ottobre)[15]; (Lusevera, ottobre)[16], castagne;
- Invito a pranzo (Valli del Natisone, da ottobre a dicembre) piatti della Slavia friulana[17][18]
- Sagra di Flaibano, (Flaibano, agosto), frico
- Sagre dal Frico, Carpacco frazione di Dignano, agosto, frico
- Sagra della Trota e del Formaggio Salato, Tramonti, agosto
- Festa della Ricotta di Latteria, Enemonzo, maggio
- Festa della Ricotta Friulana, Mortegliano, maggio
- Festa del Formaggio, Gemona del Friuli, novembre, Gemona, formaggio e...dintorni
- Festa delle Cape, Lignano, marzo, capelonghe (cannolicchi)
- Festa dei Frutti di bosco (Forni Avoltri, agosto), lamponi e mirtilli, cucina carnica
- Sagra delle Rane, Travesio, marzo
- Sagre dai Cais, Trivignano Udinese, maggio, lumache
- Festa del Salame, Romans d'Isonzo, aprile
- Festa del Salame di Carnia, Enemonzo, aprile
- Festa di Sauris (Sauris, luglio), prosciutto di Sauris e birra di Sauris, cucina carnica
- Festa di San Martino, Latisana, novembre
- Festa della Montagna, Tramonti, luglio, Pitina, Formai dal Cit
- Festa della Zucca (Venzone, ottobre) zucca, cucina carnica
- Festa del Lampone e del Mirtillo, Avasinis frazione di Trasaghis, agosto
- Festa dell'Asparago di Bosco, del Radicchio di Montagna e dei Funghi di Primavera, Arta Terme, maggio
- Festa delle Castagne e dei Miele di Castagno, Faedis, ottobre
- Sagra di Godia (Godia frazione di Udine, settembre), patata, gnocchi e frico con le patate
- Festa dei Cialçons, Stuneda Bassa frazione di Pontebba, maggio
- Festa delle Capre, Mostra Caprina Regionale e Rassegna di Prodotti Caprini, Timau-Cleulis frazione di Paluzza, maggio
- Sagra della pannocchia, sagra da panȏla (Luincis di Ovaro in provincia di Udine a fine agosto), granturco
- Festa della balota, Clauzetto, agosto, balote, palle di polenta con ripieno di formaggio
- Festa dell'Oca, Morsano al Tagliamento, agosto e novembre
- Festa dell'Oca e del Vino Novello, Lavariano frazione di Mortegliano, novembre
- Sagre dal Cunin, Castions di Strada, maggio
- Fiera Regionale dei Vini, Buttrio, giugno, vini, olio oliva e formaggio Montasio
- Festa del Vino e delle Fragole, Faedis, giugno
- Sagra del Vino di Casarsa, Casarsa della Delizia, aprile, vini Friuli Grave
- Aquileia in Primavera, Aquileia, maggio, vini Friuli Aquileia
- Fiera di San Simone, Codroipo, ottobre
- Purcitade, Mortegliano, gennaio
- Purcit in Staiare, Artegna, novembre
- Sapori di Storia, Storia di Sapori, Palmanova, maggio, prodotti dalle aziende agricole del territorio
- Gusti di Frontiera, Gorizia, settembre
- Rivivono Antichi Sapori, Spilimbergo, ottobre
- Forni, Funghi e...Gastronomia, Forni di Sopra, settembre
- Sapori di Carnia, Raveo, dicembre
- Ein Prosit, Tarvisio, novembre, vini da vitigno autoctono di Fvg e Italia
- Vino novello, castagne e...sapori antichi, Treppo Grande, novembre
- Sabato on Wine, regione FVG, MTVFVG, vini
- San Martino in Cantina, regione FVG, MTVFVG, novembre, vini
- Natale in Cantina, regione FVG, MTVFVG, dicembre, vini
- Calici di Stelle, Regione FVG, agosto, vini
- Mostra Regionale delle Mele Antique, Maniago, ottobre
- De gusto - Fiera dell'Artigianato Gastronomico del Territorio
- Sagra del Toro, Corniolo, agosto, carne di toro allo spiedo

## La cucina carnica

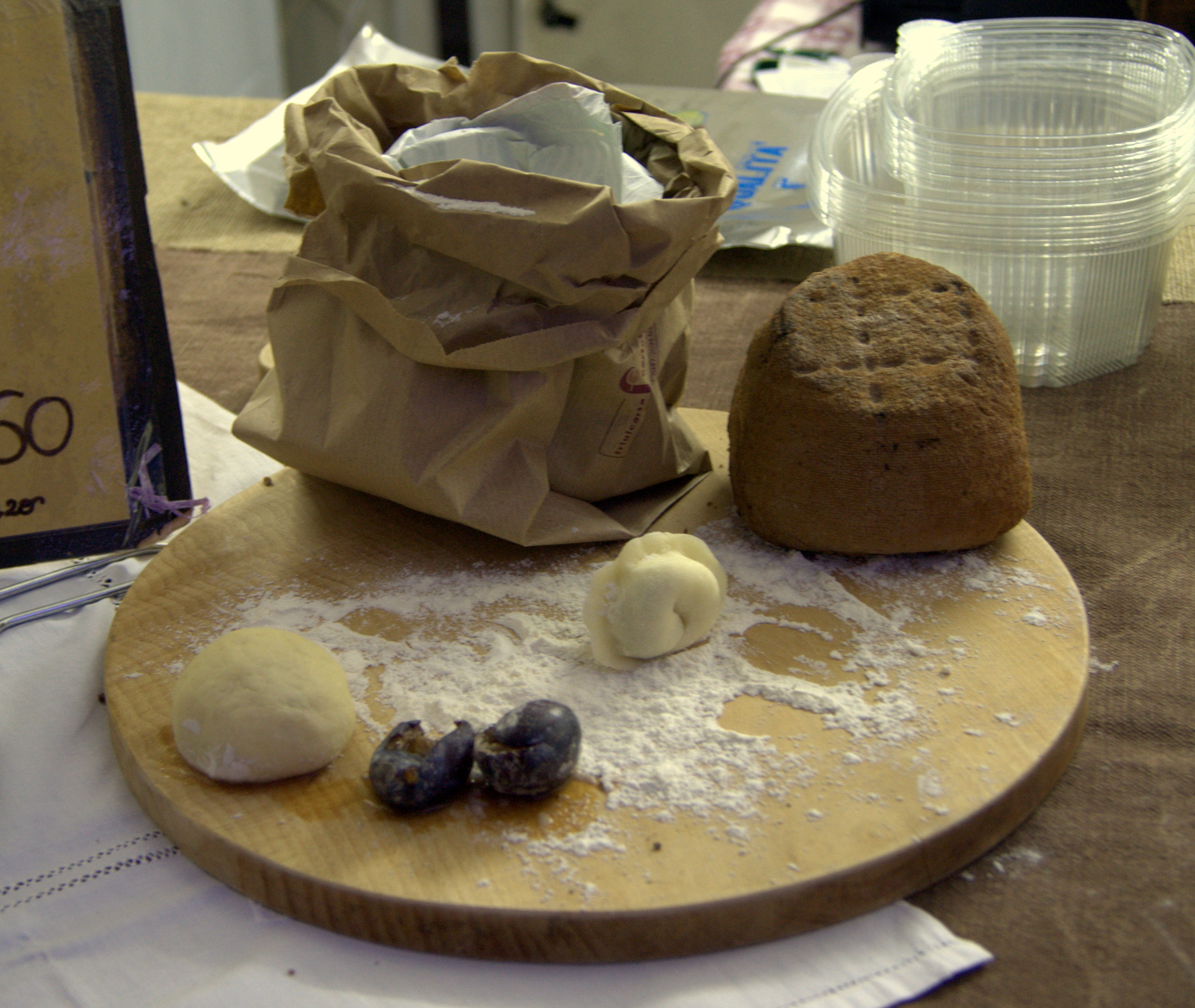
Un cjarson, uno gnocco de susini e la scuete fumade (ricotta affumicata)

Della cucina friulana fanno parte le tradizioni della cucina carnica, ovvero della zona montana della Carnia, portate alla ribalta nazionale e internazionale da grandi cuochi, come Gianni Cosetti e Daniele Cortiula. Si tratta ovviamente di una cucina di terra che dà largo spazio ai prodotti della montagna, compreso formaggi e latticini e per quanto riguarda la carne, alla selvaggina. Piatto tipico per eccellenza sono i cosiddetti cjarsons, sorta di ravioli di magro senza carne e ripieni di erbe e spezie conditi con burro fuso e ricotta affumicata (scuete fumade in friulano). I cjarsons hanno un sapore agrodolce, dato dalla presenza nel ripieno di uvetta, a volte cacao, amaretti sbriciolati, cannella.
Grande spazio ha la polenta, in ogni sua consistenza, fatta di grano saraceno o di granoturco, che accompagna la selvaggina, cervo, cinghiale, capriolo. Il frico, oggi presente in tutto il Friuli, nella versione con le patate è un piatto di origine carnica. In Carnia hanno ancora una grande diffusione le minestre di fagioli con l'orzo o con le erbe, i minestroni, gli gnocchi in vario modo, spesso conditi con la ricotta affumicata, i funghi. Un piatto tipicamente carnico è il toc (intingolo) in braide, attualmente proposto in forma di polentina quasi liquida accompagnata da una crema di formaggi per adattarsi al gusto mutato. In passato il toc in braide era più una crema di farina e latte accompagnata sempre da una crema di formaggi. Di origine carnica è anche il meno comune toc di vora, ovvero il piatto che veniva dato ai lavoranti (di vora, di vore) durante i lavori agricoli più impegnativi, ed è un toc (intingolo) di farina e latte accompagnato da costa e salsiccia. La zona di Sauris è zona di produzione di salumi, in particolare il Prosciutto di Sauris, lievemente affumicato, e lo speck. Trattandosi di una zona di montagna, vi si trovano anche il miele e i frutti di bosco.

## La cucina della Slavia friulana

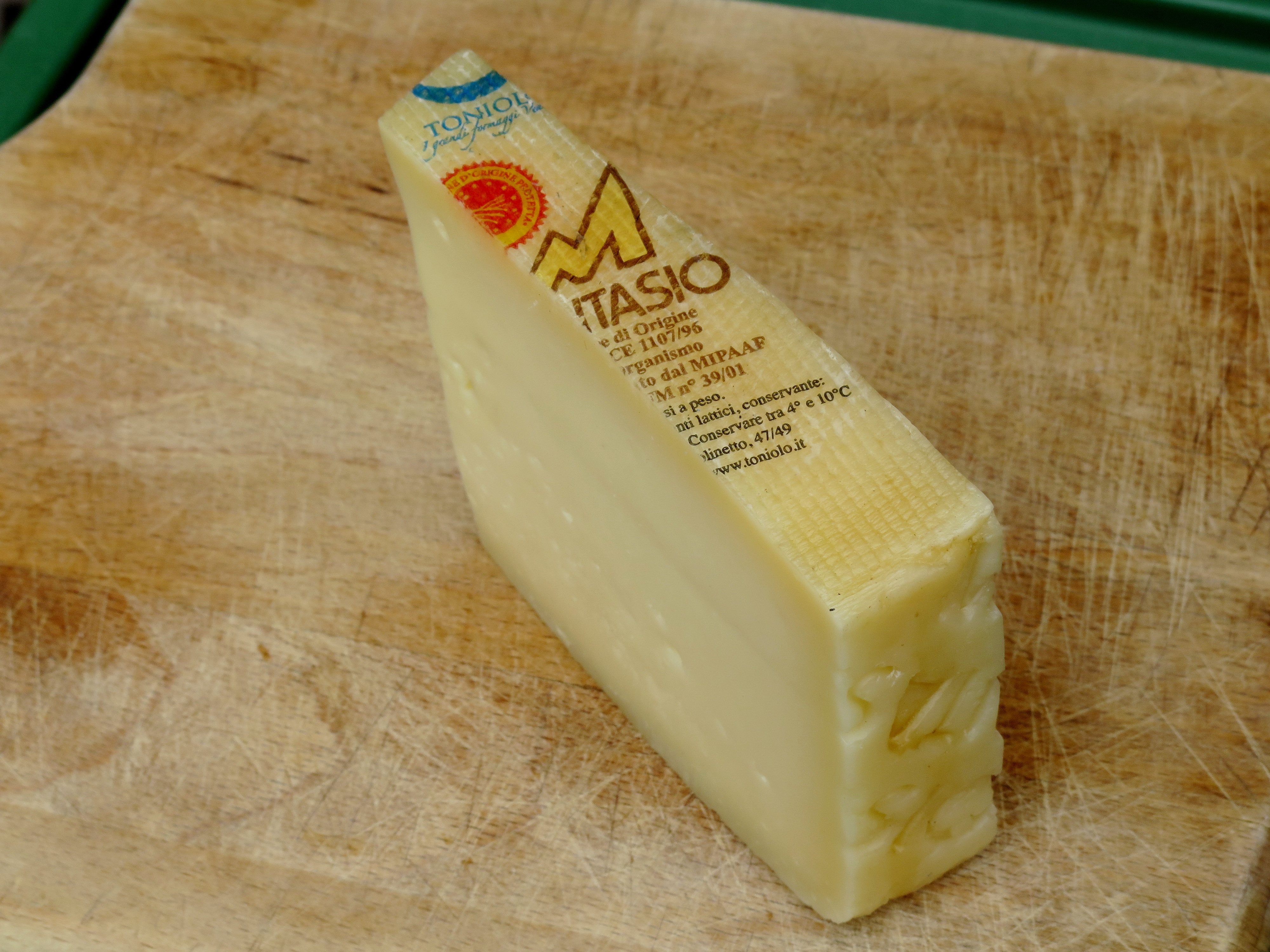
Formaggio Montasio

Nella Slavia friulana viene praticata una cucina con influenze slave e mitteleuropee. Tra i piatti tipici si segnalano la bizna (minestra di brovada, patate e fagioli), gli gnocchi di susine, la stakanje (purè di patate e foglie di rapa rossa condito con lardo soffritto e aceto), il tocio furbo con polenta, il frico di patate e formaggio, il gulasch, il cervo e il cinghiale con la polenta e le varie zuppe con la zucca e con le castagne.
Tra i dolci bisogna menzionare la gubana, tipico prodotto delle Valli del Natisone oggigiorno conosciuto e apprezzato anche fuori dai confini regionali, lo strudel con le mele, le šnite (un dolce povero fatto da fette di pane raffermo bagnate nel latte e nell'uovo, fritte nell'olio o strutto e ricoperte di zucchero) e gli strucchi, che possono essere lessi o fritti.